# Волшебник Земноморья
«Волше́бник Земномо́рья» (англ. A Wizard of Earthsea) — первый роман писательницы Урсулы Ле Гуин из цикла о фантастическом архипелаге Земноморье. Книга была издана в 1968 году в небольшом калифорнийском издательстве Parnassus Press и в 1969 году получила премию Boston Globe — Hornbook Award. История продолжена в романах «Гробницы Атуана» и «На последнем берегу», составивших вместе с «Волшебником» трилогию. Книга представляет собой роман воспитания на основе сказочного сюжета «ученик чародея». Роман сразу завоевал признание читателей, получил высокие оценки критиков и стал со временем классикой фэнтези и подростковой литературы, оказав влияние на развитие этих жанров. Книга была опубликована миллионными тиражами и переведена на ряд языков.
Автор показывает историю духовного взросления юного волшебника по имени Гед, родившегося в глухой деревушке на острове Гонт на окраине Земноморья. Гед рано проявляет немалый талант к магии и отправляется в Школу Волшебников на остров Рок. Соперничая с другим студентом, он из-за гордыни и самонадеянности нарушает природное Равновесие и высвобождает из царства мёртвых Тень — ужасную бесформенную тварь. Геду приходится бежать от Тени и пережить ряд испытаний на разных островах Земноморья: герой пытается вернуть умирающего мальчика из царства смерти, противостоит коварному дракону и сталкивается с древними силами тьмы. Преодолев свой страх, Гед в конце концов освобождается от Тени, когда соединяется с ней — собственным «тёмным» альтер эго.
Роман написан в диалоге и полемике с Джоном Толкином и его предшественниками, Ле Гуин обращается к европейской литературной традиции и затрагивает вопросы власти, морали и идентичности, жизни и смерти. Книга часто рассматривалась с точки зрения философии даосизма и аналитической психологии Карла Юнга. Новаторством для фэнтезийной литературы конца 1960-х годов стали тёмный цвет кожи главного героя и идея «школы волшебников».

## Создание
К миру Земноморья Ле Гуин впервые обратилась в 1964 году, когда в pulp-журнале Fantastic Stories of Imagination были напечатаны два рассказа — «Правило имён» и «Слово освобождения». Действие рассказов происходит на островах, из которых вырос архипелаг Земноморья. Первый рассказ тесно связан с «Волшебником Земноморья», второй предвосхищает третью книгу, «На последнем берегу»; в «Правиле имён» фигурирует встреченный Гедом дракон Йевод, который скрывается под видом мистера Горовика. В этом мире происходило действие ещё одного неопубликованного рассказа, написанного в 1965 или 1966 году. «Волшебник Земноморья» следует ранним рассказам и уходит от первых романов «Хайнского цикла» (написанный в жанре научного фэнтези «Мир Роканнона» и др.), изменяя антураж в сторону высокого фэнтези. Написание книги относится к периоду вскоре после «толкиномании» в США 1960-х годов.
В 1967 году к начинающей писательнице обратился издатель Герман Шейн (местное издательство из Беркли Parnassus Press), ранее работавший с её матерью, Теодорой Крёбер. В Parnassus Press в 1964 году вышла детская версия книги Т. Крёбер о коренном американце Иши (1961), под названием «Иши: последний из своего племени». Шейн попросил Урсулу написать книгу для подростков, читателей от 11 до 17 лет; для такой аудитории Ле Гуин ранее не писала. По её воспоминаниям, издатель предоставил ей полную свободу действий. Ле Гуин увидела возможность размышлений о собственном отрочестве, которое, по её признанию, закончилось лишь после 30 лет. Исследование взросления привело к тому, что в воображении писательницы возникли образы островов, магии и идея школы, где готовят волшебников. Писательница утверждала, что Земноморье появилось незапланированно, и характеризовала себя как «исследователя, а не инженера». Писательница объясняла, что имя главного героя «Ged» (Гед) произносится с жёстким «g», как в слове «get», и не имеет отношения к слову «God» (Бог).
Роман был написан в 1968 году как законченное произведение, а не как первая часть трилогии; в том же году книга вышла в Эмеривилле (Калифорния) с возрастным указанием «11+». И детскую книгу Т. Крёбер, и «Волшебник Земноморья» иллюстрировала художница Рут Роббинс.

## Сюжет
Первая глава предваряется картой архипелага Земноморье и загадочным эпиграфом, древнейшей песней «Создание Эа».
В молчании — слово,

А свет — лишь во тьме;

И жизнь после смерти

Проносится быстро,

Как ястреб, что мчится

По сини небесной,

Пустынной, бескрайней…
Главный герой романа, носивший в детстве имя Дьюни, родился в горной деревушке Десять Ольховин на острове Гонт. Это имя ему дала мать, которая рано умерла, из родных у мальчика остались только отец-кузнец, не уделявший сыну внимания, и его тётка — деревенская колдунья. Мальчик — простой пастух, но демонстрирует немалый талант к магии: ещё ребёнком он однажды повторяет слова, которые случайно услышал от тётки; в результате козы обступили его и не расходились, пока тётка не произнесла нужное заклинание. Колдунья, видя способности Дьюни и даже испугавшись заключённой в нём магической силы, решает обучить его тому немногому, что знает сама, в том числе и заклятиям, которые призывают диких птиц. Это умение приносит ему прозвище Ястреб-перепелятник. Простых познаний оказывается достаточно, чтобы защитить родную деревню от нападения варваров, вторгнувшихся на остров из империи Каргад: Дьюни насылает на врагов туман, но, истратив почти все свои силы, лежит в беспамятстве. Слух о том, что маленький мальчик спас деревню, долетает до гонтийского мага Огиона Молчаливого из города Ре Альби; маг навещает Дьюни и излечивает мальчика. Несколько месяцев спустя, в день, когда Ястребу исполняется тринадцать лет, Огион даёт ему его тайное подлинное имя — Гед. Мальчик становится учеником мага.
Учитель и ученик совершают путешествие по долинам и горам; Гед расстроен, его гложет нетерпение, он жаждет полноценно использовать свои способности и совершать подвиги с помощью магии. Геду кажется, что Огион, который обладает великой магической силой, но говорит и действует мало, его ничему не учит. В доме волшебника под названием «гнездо ястреба» мальчик проводит зимние месяцы, изучая руны древнего ардического языка. Однажды в окрестностях Ре Альби он встречает девочку, дочь местного лорда, которая спрашивает, может ли он призвать душу умершего и знает ли он заклятие Превращения. Чтобы произвести на неё впечатление, Гед отвечает утвердительно, преувеличивая свои возможности. Стыдясь своего невежества, Гед без разрешения открывает одну из книг Огиона, чтобы найти заклятие Превращения. Разбирая руны, мальчик оказывается во власти книги и вместо нужного заклятия читает заклинание о вызывании мёртвых; он в ужасе видит «возле закрытой двери нечто тёмное, бесформенное, похожее на обрывок чей-то чёрной тени, своей чернотой выделяющейся даже в окружающей её тьме». Геда спасает появление «объятого светом» Огиона — волшебник прогоняет тьму. Огион предупреждает Геда, что нужно быть осторожным в обращении с волшебной силой, и говорит о цене, которую приходится платить, так как «всякая сила окружена опасностью точно так же, как источник света — тьмой». Маг предлагает Геду сделать выбор — остаться с ним на острове Гонт или отправиться на обучение в Школу Волшебников на острове Рок. Гед выбирает поездку на Рок, хотя понимает, что любит Огиона; им движет «стремление к славе, жажда деятельности». Путешествие сопровождается плохим знамением — Гед плывёт на корабле под названием «Тень»; когда он входит в Школу, ему кажется, что за ним следует некая тень. Попасть в Школу оказывается непросто: Геду позволено войти, только сказав Привратнику своё подлинное имя.

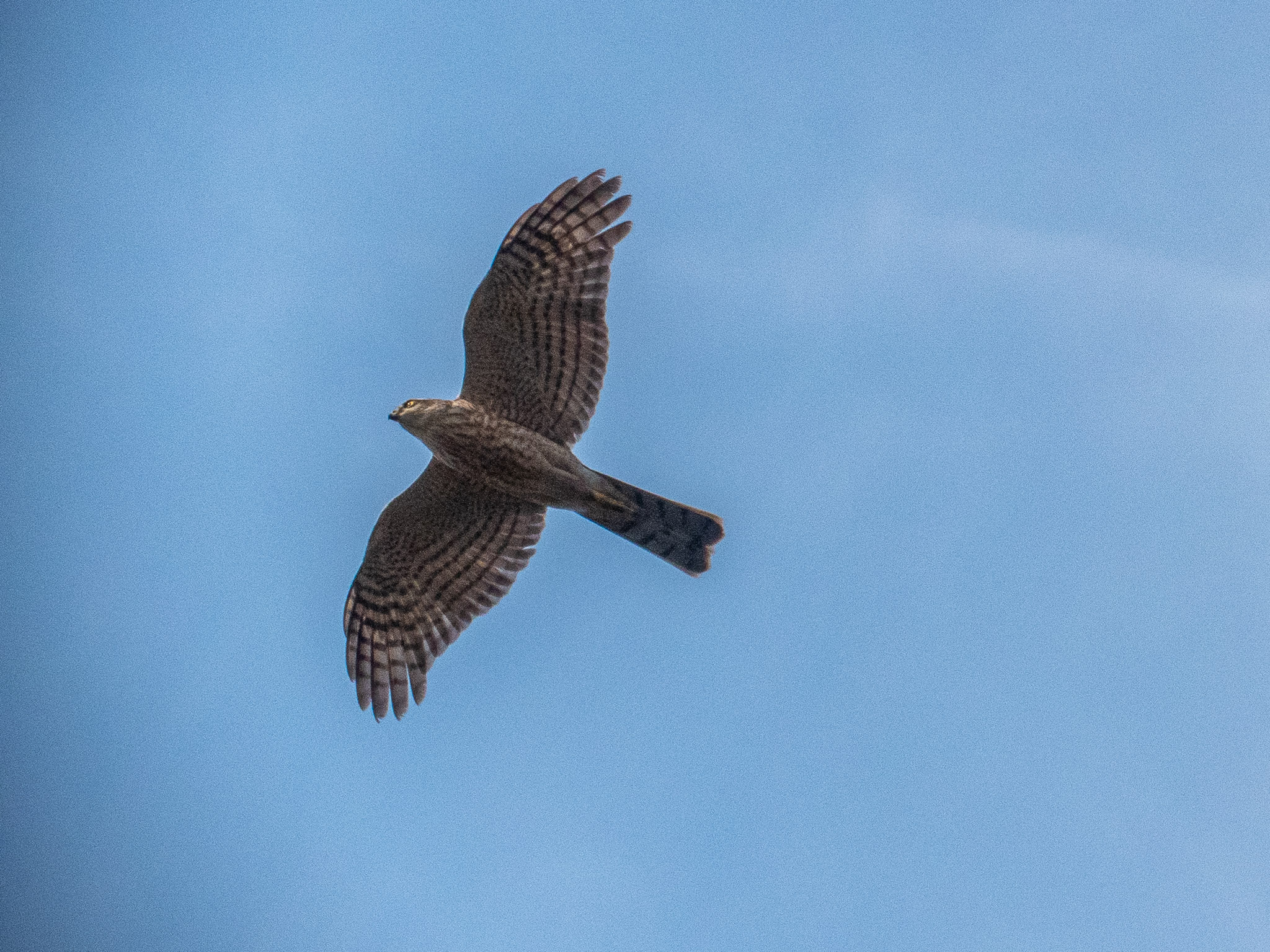
Ястреб-перепелятник в полёте

Гед быстро учится и отлично успевает по всем предметам. Из-за своей гордости Гед держится особняком среди учеников, хотя дружит с добродушным Ветчем и приручает маленького пушистого зверька — отака. Он всё равно хочет узнать многое и сразу и воспользоваться своей силой. Мастер Ловкая Рука предостерегает его, говоря о Великом Равновесии и о том, что сила волшебника «может нарушить миропорядок» и крайне опасна, поэтому «используется лишь при необходимости. Зажжённая свеча непременно порождает тени»; мальчик остаётся разочарованным. Обучение омрачается соперничеством со студентом по имени Джаспер, с которым Гед познакомился в день прибытия на Рок и который сразу ему не понравился. Джаспер, будучи старше и являясь сыном лорда, начинает задирать Геда; гонтиец чувствует себя перед ним деревенщиной. Во время зимнего праздника Солнцеворота Джаспер производит впечатление магическими иллюзиями на прекрасную королеву острова О, посетившую остров Рок, что вызывает жгучую зависть Геда. В течение следующего года обучения взаимная ненависть и жажда соперничества возрастают. Движимый гордостью и гневом, Гед вызывает Джаспера на колдовской поединок, хотя знает, что это запрещено, игнорируя просьбы Ветча остановиться. Дуэль происходит на вершине Холма Рок; Гед использует заклинание из книги Огиона и вызывает из мёртвых дух прекрасной Эльфарран, женщины из легенд, но происходит разрыв в ткани мироздания, и в мир через брешь проникает чёрная тень, ужасная бесформенная тварь. Безголовое существо размером с ребёнка, с четырьмя когтистыми лапами, набрасывается на юношу, разрывая ему лицо. Как и ранее Огион, Геда спасает волшебник — Верховный Маг Неммерль, однако ценой собственной жизни. Излечение Геда от ран занимает многие месяцы, и на его лице остаются шрамы; он пропускает год обучения и, вернувшись к занятиям, утрачивает уверенность в себе, запинается.
Накануне 17-летия Геда его навещает Ветч, который возвращает ему отака; друзья раскрывают друг другу подлинные имена; Ветч доверяет своё имя — Эстарриол — в знак «непоколебимой веры» в Геда, поскольку «тот, кому известно подлинное имя человека, держит в руках и всю его жизнь». Гед надеется исправить содеянное, но новый Верховный Маг Геншер говорит, что это невозможно, хотя какое-то время стены Рока могут защитить его от безымянной твари, которая попытается вселиться в него и подчинить своей воле, сделать из него оборотня, марионетку. Гед хочет узнать имя Тени, но Геншер говорит, что у твари нет имени. Получив наконец посох мага, Гед отправляется на запад в рыбацкое поселение Лоу-Торнинг, где занимает скромную должность волшебника и где надеется быть в безопасности; местным жителям угрожают дракон с острова Пендор и его выводок. В деревне Гед дружит с рыбаком Печварри; когда сын рыбака Айоэт оказывается смертельно болен, у Геда не получается его вылечить. Нарушая правила исцеления, волшебник безуспешно отправляет свою душу в царство мёртвых, чтобы вернуть мальчика, и видит, как тот убегает от него по склону холма. На обратном пути, около невысокой каменной стены, границы между жизнью и смертью, его поджидает Тень. В этот раз Геду удаётся от неё спастись; мага возвращает к жизни забота и любовь отака, который облизывает своего хозяина.
Геда начинают одолевать сны о Тени; он решает немедленно бросить вызов дракону, который несколько поколений занимал заброшенный остров Пендор: маг убивает нескольких молодых драконов и затем разговаривает с главным драконом. Благодаря своим познаниям в истории и географии Геду известно подлинное имя дракона — Йевод, что даёт ему власть над ним. Йевод соблазняет Геда, предлагая раскрыть имя Тени. Гед отказывается и берёт с него клятву не покидать Пендор; дракон и его сыновья больше никогда не будут угрожать жителям Архипелага. Волшебник пытается вернуться на Рок, но его не пускает ветер, оберегающий остров от зла. По совету таинственного незнакомца в сером Гед отправляется ко двору Терренона на холодном острове Осскил. По дороге на него нападает Тень, завладевшая телом гребца по имени Скиорх; тело оборотня «лишено подлинной плоти и использует, словно призрачную скорлупу, форму человеческого тела». Тень называет подлинное имя мага, лишая того магической силы. Оборотень преследует Геда, направляя его к замку Терренон. Юноша теряет сознание и приходит в себя в замке, где встречает Серрет, дочь лорда Ре Альби. Ныне Серрет — супруга лорда Бендереска.

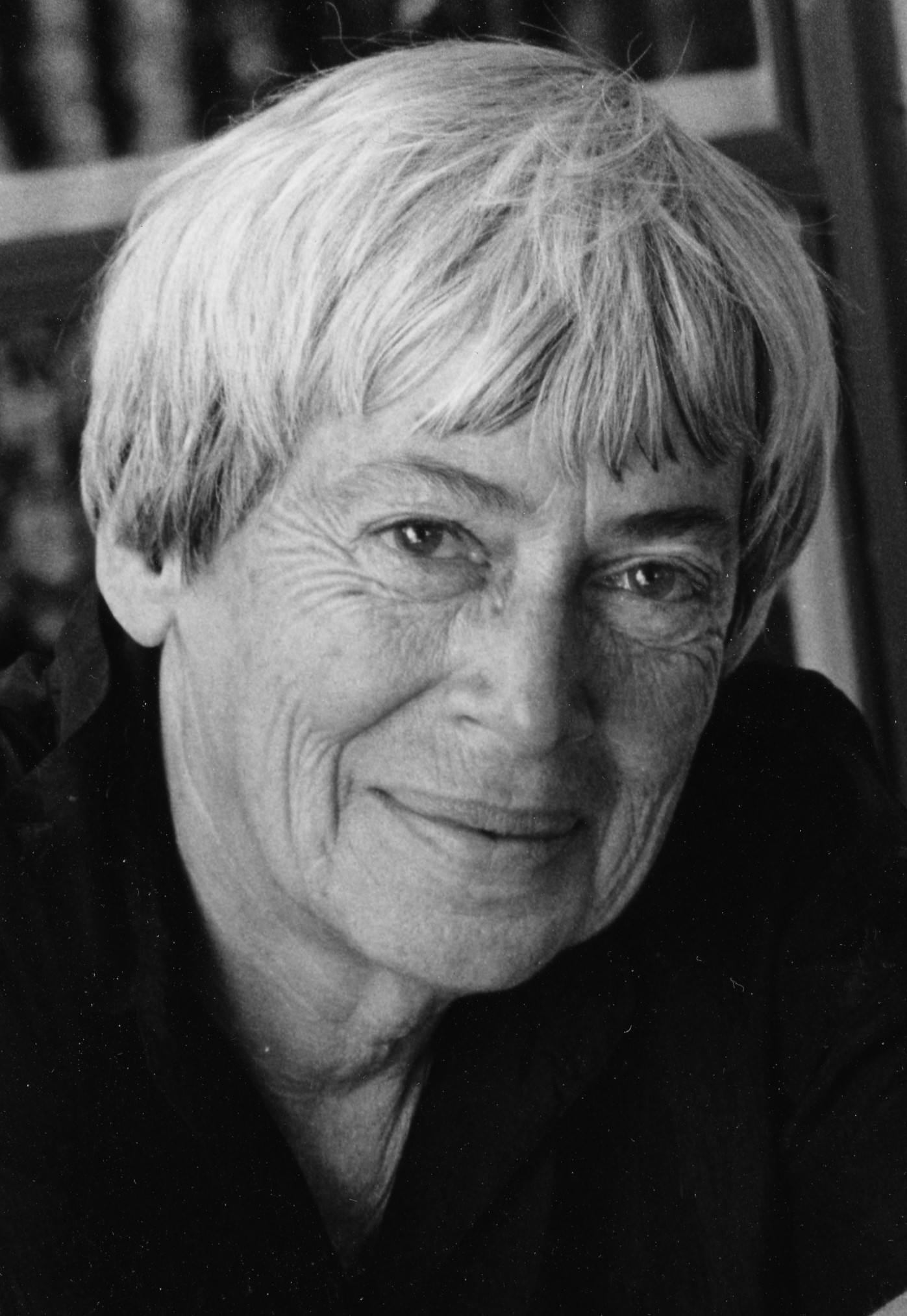
Урсула Ле Гуин

В замке Гед подвергается сильному искушению: Серрет предлагает ему прикоснуться к обладающему древней силой Камню Терренона, который находится глубоко в подземелье в основании замка; Камень может сказать имя Тени. Серрет также соблазняет его безграничной властью, утверждая, что Гед станет могущественней Верховного Мага и будет править всеми людьми вместе с ней. Гед отвергает предложение, понимая, что Камень завладеет его душой. Маг побеждает Бендереска, подслушавшего их разговор, и спасается от слуг Камня — «неуклюжих громоздких тварей из такого далёкого прошлого земли, когда не было ни человека, ни птиц, ни драконов». Летающие чудовища настигают и убивают Серрет, превратившуюся в чайку; на Осскиле погибает и отак. Гед, приняв обличье сокола, летит прямо к Огиону в Ре Альби. Старый маг с трудом снимает с юноши заклятье Превращения, делает Геду новый тисовый посох и советует ему «идти в другую сторону» — самому начать охоту за Тенью, которая ранее его преследовала; Огион утверждает, что у Тени должно быть имя, так как у всех вещей есть имена. Гед не слишком верит в успех, но решает попробовать; он выходит на охоту, плывя на восток, однако теперь тварь избегает его и заводит лодку волшебника в туман. Маг терпит кораблекрушение на маленьком острове, где живут старик и старуха, которых, судя по всему, когда-то высадили на острове; женщина даёт ему половинку загадочного кольца.
В ходе дальнейших поисков Гед посещает разные острова и приплывает на остров Иффиш, где живёт Ветч; в первый момент Ветч не уверен, видит ли он Тень или друга: по-видимому, оборотень, принявший облик Геда, сеет зло в округе. От Ветча герой узнаёт, что Джаспер так и не получил посоха волшебника и занял пост колдуна при дворе королевы острова О. В гостях у Ветча юноша восстанавливает силы, хорошо проводя время в компании сестры друга, Ярроу; Ветч настаивает, что он должен присоединиться к Геду. На лодке «Зоркая» друзья плывут далеко на восток и достигают царства смерти с «тёмными склонами огромной горы под неподвижными звёздами», где море превращается в песок и нет ветра: «Здесь не было сторон света, существовали лишь понятия „вперёд“» и «„назад“». Гед наконец сталкивается с Тенью лицом к лицу: тварь принимает разные обличья — отца, Джаспера, Печварри — и в конце возвращается к изначальному облику зверя. И Тень, и Гед одновременно говорят имя — «Гед»; свет от волшебника и чернота Тени сливаются воедино. Гед освобождается и вновь становится целым, возвращаясь из царства смерти; земля снова превращается в воду. Юноша соединяет «две половинки своей души» и становится тем, кто, «познав собственное „я“, не может оказаться во власти иной силы и сам повелевает своей душой». Друзья возвращаются из Открытого моря на остров Иффиш; направляя лодку на запад, Ветч поёт «Создание Эа».

## Особенности нарратива
Простая нарративная форма романа представляет собой квест, путешествие, которое можно проследить по карте Земноморья. Согласно литературоведам Сьюзен Бернардо и Грэму Мёрфи, роман содержит четыре истории или части, в каждой из которых Гед сталкивается с внешними и внутренними трудностями: детство героя и его обучение у Огиона на острове Гонт; обучение на острове Рок, приведшее к катастрофическому поступку с освобождением оборотня; бегство Геда от Тени; заключительная часть путешествия, когда герой пытается решить созданную им проблему.
Ле Гуин использует точку зрения всеведущего нарратора. Как отмечал литературовед Майк Кэдден, по большей части автор использует косвенную или прямую речь, однако прибегает и к несобственно-прямой речи, в которой трудно различить нарратора и адресата; приём фокализации делает переход к ней менее явным. Эта нарративная стратегия (используемая в основном в первой половине романа и по мере развития героя менее необходимая) для целей подростковой литературы сближает героя с юным читателем, который должен сопереживать герою и разделять его чувства. В эпизоде с тёткой-колдуньей неясно, происходит ли что-либо в действительности или только в сознании Геда; герою кажется, что Огион и Джаспер насмехаются над ним; конфликт с Джаспером показан глазами Геда-подростка, озабоченного тем, что окружающие не видят его величие. Иногда становится ясно, что речь идёт именно о точке зрения Геда (воспоминания о произошедшем в доме Огиона). Как отмечал Кэдден, «взрослый» взгляд со стороны отсутствует, как в эпизоде с освобождением Тени, когда нарратор и Гед соединяются. Нарратор появляется, сообщая, что, например, о происходящем в Имманентной Роще известно мало.
В эссе «Сны должны объяснять себя сами» (1975) писательница характеризовала роман как «путешествие в форме длинной спирали», которое, как и в других произведениях Ле Гуин, завершается возвращением в начальную точку и сопровождается изменением личности. На кольцевую композицию указывает песнь «Создание Эа» в эпиграфе и в концовке; образ «полёта ястреба» обрамляет нарратив. По оценке литературоведа Элизабет Камминс, незавершённость спирали или незамкнутого круга указывает на жизнь как серию трансформаций и подразумевает, что повествование может быть продолжено.

## Мир Земноморья. Толкин и Ле Гуин
Земноморье — это целостный вторичный мир, показанный, по выражению литературоведа Дугласа Барбура, «с особой тщательностью и ясностью», с помощью карт, что делает его сравнимым со Средиземьем Толкина; все события в романе вписаны в пространственно-временной континуум созданного мира. Большой архипелаг включает сотни островов с различными культурами, которые могут описываться подробно или лишь упоминаться. Земноморье устроено достаточно просто: это доиндустриальный мир без машин, даже большие торговые корабли ходят на вёслах. В ардической части Земноморья со столицей Большой Порт на острове Хавнор население темнокожее, говорящее на ардическом языке; большинство обитателей Архипелага «медно-смуглые», с чёрными волосами, и напоминают коренных американцев. На востоке Земноморья расположена Империя Каргад, где живут белокожие карги, в то время как на западе Архипелага водятся драконы — древние и коварные существа, говорящие на Истинной Речи. Этот язык обязывает человека говорить правду, в отличие от драконов.

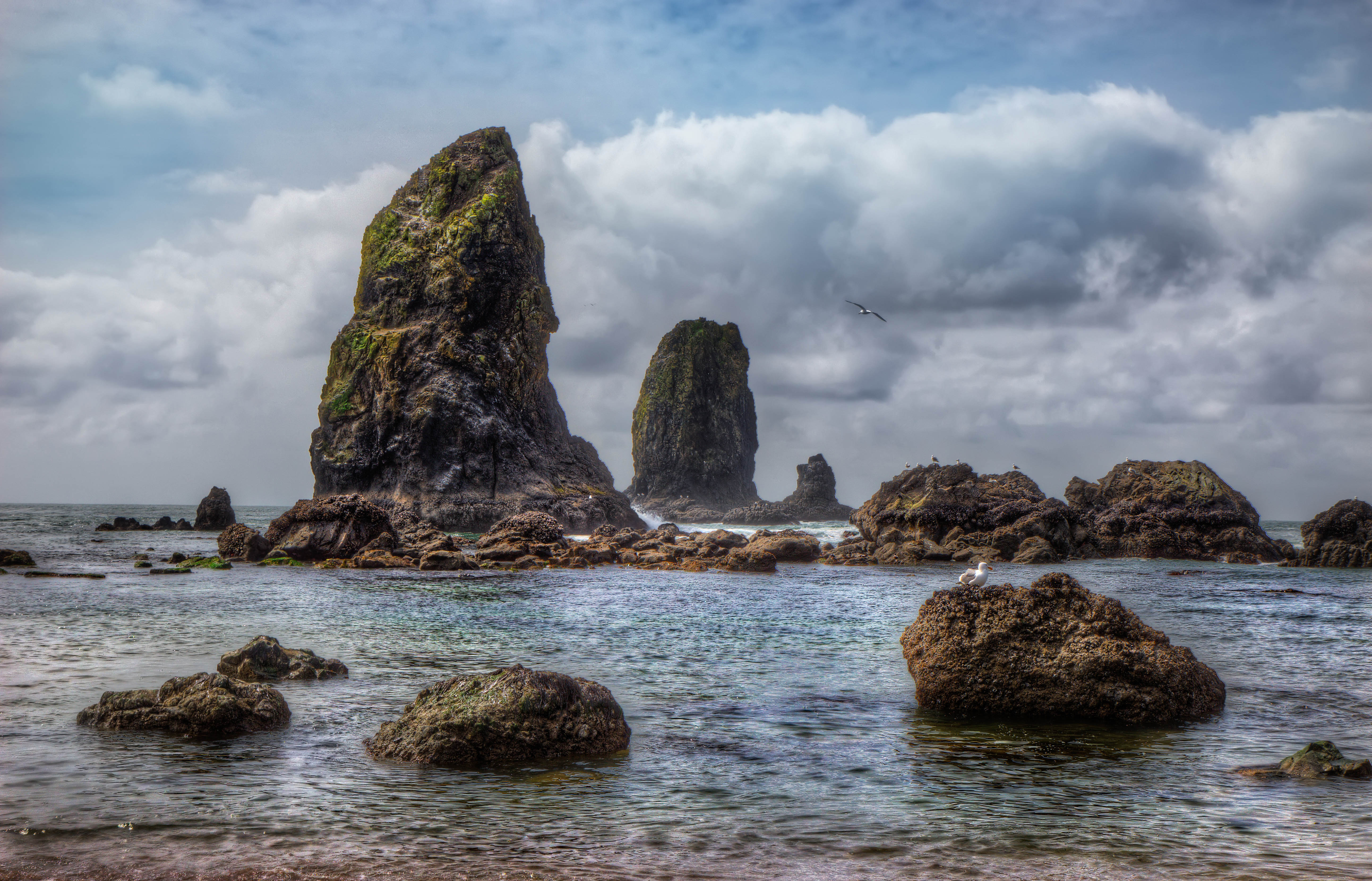
Океанское побережье (Орегон)

В Земноморье, по оценке Барбура, одна цивилизация, но её масштаб позволяет сосуществовать крайностям (воины империи, бедные рыбаки, благородные маги и т. д.), подобно периоду возрождения XII века в Европе, где большинство населения составляли крестьяне, а образование и философия сочетались с полным невежеством. Сообщества на островах осуществляют самоуправление; они изолированные, однородные и замкнутые, их обитатели обычно связаны с морем, но зачастую ничего не знают о мире за пределами родной деревни или острова. Созданию сообщества способствуют общие ритуалы; исследователи Крейг и Диана Бэрроу отмечали скрытую связь между общественными событиями в «пропитанном романтикой средневековом мире бронзового века». По мнению Брайана Аттебери, география Архипелага напоминает Индонезию, группы островов между Азией и Австралией. Дэвид Рис видел ряд отсылок к реальной истории: вторжение каргов на Гонт напоминает грабежи викингов или нападения датчан на Британию периода англосаксов; рыботорговля и кораблестроение в порту Гонта ассоциируются с портами Новой Англии или западными островами Шотландии; собрание волшебников в Имманентной Роще похоже на конклав кардиналов, избирающих Папу; Школа Волшебников устроена как Оксфордский и Кембриджский университеты.
В мире Земноморья нет богов (за исключением империи Каргад), церкви и короля, как и науки, место которой занимает магия: на каждом острове и в каждом поселении есть свой волшебник, занимающийся вопросами погоды, медицины, войны и более мелкими делами. Магия основана на знании подлинного имени человека, дракона, животного или вещи, что даёт власть над ними. Магии можно научиться, но чтобы ею пользоваться, необходима врождённая сила. Сказать своё подлинное имя кому бы то ни было означает полное доверие. Волшебники ардической части Земноморья обучаются на острове Рок, на котором также находится подлинный центр Земноморья — Холм Рок. Девять волшебников, Мастеров острова Рок, возглавляет Верховный Маг Земноморья. Мастер Регент знает все древние песни; Мастер Ветродуй владеет искусством управления погодой; Мастер Травник обучает свойствам растений, Мастер Ловкая Рука — иллюзиям, Мастер Ономатет — длинным спискам подлинных имён, Мастер Метамоформоз — искусству подлинных Превращений, Мастер Заклинатель — настоящей магии, затрагивающей глубинные силы вселенной, а Мастер Путеводитель, который постоянно находится в Имманентной Роще, — видению глубины вещей и тому, что делает их цельными. Мастер Привратник не занимается с учениками и внешне ничего не делает, но является великим магом: он учит «абсолютному доверию», так как ему говорят своё подлинное имя при входе в Школу, и раскрывает своё имя, когда выпускники её покидают. Волшебниками в Земноморье могут быть только мужчины; в разных местах Архипелага есть свои колдуны и целители, среди которых встречаются и женщины, но они не так образованы, как настоящие волшебники. Правовед Майкл Уинкоп полагал, что в романе представлено жреческое общество; волшебники руководствуются «профессиональной этикой» (служению Равновесию). Школа Волшебников играет значимую роль в управлении «федерацией» Архипелага и выполняет «федеральные» функции, хотя Земноморье децентрализовано. Тёмная сторона Земноморья — мрачное царство смерти, место праха и пыли с неподвижными звёздами, пересохшими источниками и безмолвными городами мёртвых; волшебники могут посещать этот мир.

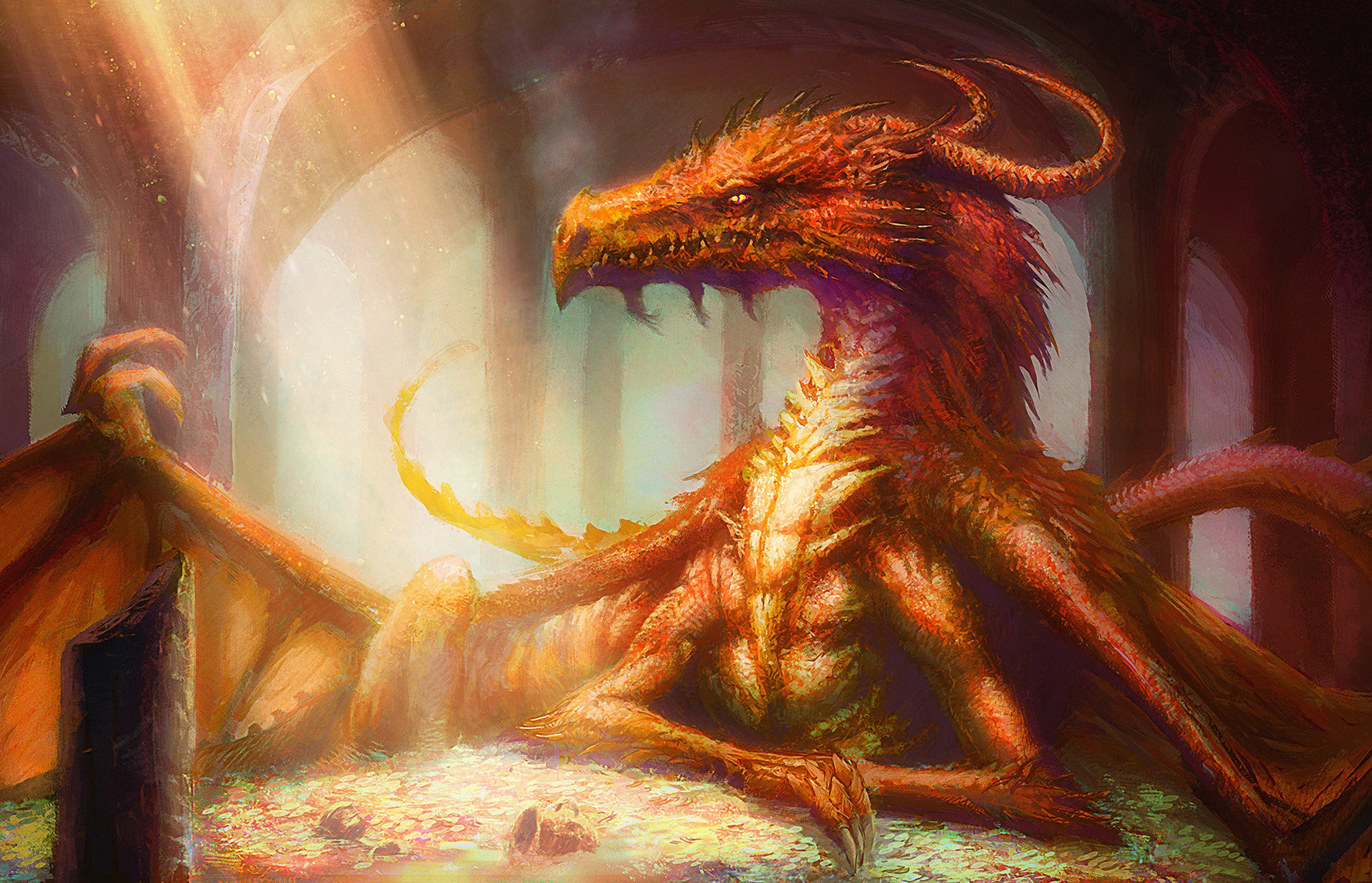
Фан-арт изображение дракона Смауга. 2012 год

Устройство Земноморья соответствует подходу Толкина к мифотворчеству, начиная с создания мира: изобретённые языки (Истинная Речь как язык власти) и полумифические истории накладывают отпечаток на настоящее, в котором живёт Гед. Начало в духе толкиновской фэнтези представляет роман как «скромное дополнение или примечание» к более значимым повествованиям вторичного мира. Ле Гуин до некоторой степени испытала влияние Толкина в концептах драконов, волшебников (включая девять Мастеров) и бесплотности Тени. Среди других мотивов — путешествие на карте, находка кольца и затонувший остров Солеа, подобный Атлантиде (Нуменор у Толкина). Роль Гэндальфа в романе выполняет Огион.
Ле Гуин, в отличие от Толкина, выдвигает на первый план магию имён, её не интересуют язык и обозначения с точки зрения филологии и систематики. Полиэтничный архипелаг Земноморья с его разбросанными островами открыто противостоит Средиземью Толкина и аналогичным фэнтези, которые выстроены по модели Западной Европы Средних веков. По мнению литературоведа Мейсона Харриса, и «Властелин колец», и «Волшебник Земноморья», чьи миры удалены от сегодняшней реальности и современной мысли, показывают столкновение с силами зла и отказ от господства; двух авторов сближает «экологический» подход. И Толкин, и Ле Гуин «выражают утопическую надежду на человеческий дух и [новое] отношение к природе», на новые отношения между людьми: в обоих произведениях в решающие моменты магия исчезает, чтобы показать важность человеческих отношений. По оценке литературоведа Тимоти Миллера, Ле Гуин объединяет c «Властелином колец» главная тема — смерть и её принятие, хотя теологические и политические позиции писательницы в конечном счёте расходятся с толкиновскими. Наиболее толкиновский эпизод — словесный поединок с коварным драконом Йеводом, напоминающим Смауга, однако, в отличие от последнего, дракон с Пендора побеждается не стрелой, а языковыми умениями. Победа героя над «драконом», по мнению Миллера, указывает на распространённую нарративную структуру, в которой имеет значение и последующая жизнь, и отсылает в том числе к «Хоббиту» (значимость путешествия «обратно»).

## Даосизм и юнгианская трактовка
Долгая борьба Геда за признание и принятие «теневой» стороны своей личности породила ряд интерпретаций в критической литературе, включая психологические, теологические, этические и другие. Как отмечает Миллер, ряд архетипических образов — «свет, тень, вода, молчание, взгляд / видение» — способствовали прежде всего интерпретациям с точки зрения даосской философии недеяния и юнгианского подхода к мифу, нарративу и сознанию; многочисленные исследования даосизма Миллер считает аналогичными распространённому рассмотрению неявной теологии Средиземья. Публикация романов о Земноморье совпала с пиком литературной критики, вдохновлённой юнгианскими архетипами, особенно в жанре фэнтези, который изначально ориентирован на мифологию. Эти подходы к роману использовались также исследователями феминизма, детской и подростковой литературы. Писательница активно поддерживала обе трактовки применительно к своему творчеству и к фантастике в целом. Как отмечает Миллер, даосизм, по всей видимости, существенно повлиял на роман, в отличие от Юнга.

### Дао как Равновесие Земноморья
Писательница не «практиковала» даосизм так, как Толкин — католицизм, и отличала философию даосизма (Лао-цзы) от его религии, признаваясь, что ничего не знает о даосских практиках. Ле Гуин понимала даосизм весьма вольно, называя себя «непоследовательным даосистом и последовательным противником христианства». Ле Гуин считала (эссе «Язык ночи»), что человек должен найти моральный закон, который, как пишет литературовед Дэвид Хогсетт, «встроен в ткань упорядоченной вселенной»; принципы даосизма адаптировались в «Волшебнике» к роману воспитания. Название мира указывает на дуализм земли и моря, а эпиграф вводит даосские равновесие и цикличность жизни и смерти, то есть принятие смерти, о которой размышляет Гед в разговоре с Ярроу и её братом: «Чтобы слово прозвучало, должна быть тишина. До слова и после него»; здесь Гед перефразирует «Создание Эа». Равновесие, которое должны поддерживать волшебники, отсылает к гармонии между инь и ян. С интерпретацией автором «Дао дэ цзин» связывается идея подлинных имён; Огион выглядит как даосский мудрец, чья «педагогика без педагогики» является частью философии недеяния, «действия без действия». Как отмечает Миллер, мудрость Огиона состоит в знании того, когда нужно воздержаться от применения магической силы; например, Огион никогда не пытается воздействовать на погоду и позволяет дождю пролиться там, где собрались тучи. Как отмечает Хогсетт, по мере взросления Гед ищет и находит принципы у-вэй: поддержание равновесия, отказ от желаний и практику самопожертвования.
Барбур отмечал даосскую идею «антиквеста», которую воплощает Огион; Равновесие — это «путь», Дао, и его нельзя использовать в эгоистических целях, чтобы не нарушить глубинные «законы». Согласно Барбуру, правила магии в Земноморье строго моральны: Гед, в согласии с дао, обретает силы, только когда начинает действовать ради других (ребёнок Печварри, встреча с драконом), действуя тем самым для себя. Историк литературы Роберт Гэлбрит, возражая Барбуру, писал, что и в случае с ребёнком, и с драконом Гед ещё неспособен соблюдать Равновесие: он либо действует необдуманно, либо верит, что с помощью имени сможет управлять Тенью. Согласно Хогсетту, на первый взгляд Гед, пытаясь спасти ребёнка и идя против здравого смысла, движим гордостью и поступает импульсивно; однако он действует во имя привязанности и любви, ради мальчика и его семьи, показывая «мужество, силу и благородство». «Даосская» магия на основе целостности и равновесия объединяет, говоря словами Геда, «годы и расстояния, звезды и свечи, воду и ветер, волшебство и мастерство человеческих рук». Как полагал Гэлбрит, магия в романе парадоксальна, поскольку является «антимагией», отрицает манипуляцию, принуждение и подчинение, служит метафорой для полного принятия реальности. Гэлбрит отмечал, что трансформация Геда, в ходе которой противоположности соединяются как инь и ян или coincidentia oppositorum алхимии, по своей природе когнитивная: Гед признаёт реальность и отказывается воздействовать на неё с помощью силы.
Ле Гуин, по оценке Хогсетта, «достигает уровня апологетики даосизма»; Гед должен стать не просто моральным человеком, а волшебником, который чувствует социальную ответственность и понимает Равновесие — «теорию естественного права» Земноморья, постулирующую сосуществование с природой, а не господство над ней (и не владычество над землёй, как в иудео-христианской традиции). Как пишет Хогсетт, для Ле Гуин подлинное моральное развитие связано с выходом за рамки «моральных норм и отказом от эгоистичных желаний ради равновесия». Гед с трудом этого достигает: он начинает свой путь с освобождения Тени и обмена имён с Ветчем, проходит через «унижение и самоотречение» (жизнь на Лоу-Торнинге) и достигает «смирения и самопожертвования»; последнее проявляется во встрече с драконом-трикстером и попыткой спасения ребёнка. Гед выбирает Равновесие, отказываясь от прагматизма, когда сталкивается с Камнем Терренона, поскольку, пройдя через «годы обучения, познания, опыта, боли и страданий», знает, что «абсолютная власть развращает абсолютно».
По мнению Хогсетта, писательница не учитывает философские парадоксы и моральную неопределённость в модели даосского дуализма, что поднимает в романе неразрешимые экзистенциальные вопросы: безличный абсолют Дао не имеет желаний, что противоречит невозможности избавления от естественных желаний (например, жажды власти); в даосизме добро и зло различаются, то есть относительны, но одновременно вечные и абсолютные; неясно, как абсолют связан с разумными действующими индивидами и личностным измерением морали. Школа Волшебников управляется даосскими принципами, но Верховный Маг и Мастера, в отличие от Огиона, не могут обойтись без кодифицированных моральных норм для поддержания порядка и дисциплины: ученикам запрещено посещать некоторые места или проводить магические дуэли. Это регулирование не помогает в случае конфликта Геда и Джаспера, мотивированного гордостью и заносчивостью — свойственными человеку эгоистичными желаниями — и повлёкшего ужасные последствия. Неясно, как отличать добрые поступки от плохих и как узнать (поскольку люди не всеведущи), что плохой поступок не направлен на восстановление Равновесия. В этой связи Хогсетт отмечает два эпизода: почему Гед должен был действовать, когда спасал деревню от вторжения, и не нарушили ли его действия Равновесие? были ли оправданы его жестокие убийства драконов и почему он это сделал, существовала ли на тот момент угроза Земноморью и Равновесию? По выводу Хогсетта, в романе масса моральных дилемм, с которыми сталкивается Гед, и ситуации, в которых он оказывается, только порождают вопросы и проблемы, не давая удовлетворительных ответов.

### Юнгианские архетипы

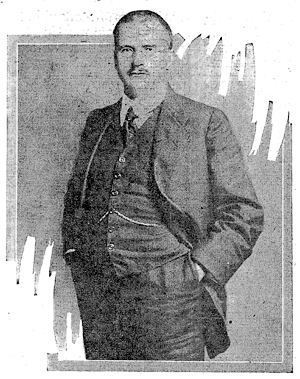
Карл Густав Юнг, 1912

Ле Гуин утверждала, что не читала Юнга на момент написания «Волшебника», но с энтузиазмом отнеслась к идеям психолога, к «вневременным архетипам коллективного бессознательного» и совместимости тени Юнга со своей Тенью. В эссе «Ребёнок и Тень» (1975) Ле Гуин, однако, описывала тень, говоря об Андерсене, и трактовала её как всё то, что человек не хочет и не может сознательно принимать, «все качества и склонности… которые вытесняются, отрицаются или не используются». По утверждению Ле Гуин, в отличие от Юнга, её интересовала встреча с тенью не в зрелом возрасте, а в отрочестве, достижение в ходе опасного путешествия к психологической зрелости и цельности. Писательница ссылалась на «Властелин колец», но, по мнению литературоведа Эдгара Бейли, явно имела в виду свой роман. Ле Гуин писала:

Многие фэнтезийные истории XIX и XX веков совершенно ясно описывают противоречие между добром и злом, светом и тьмой как битву между хорошими и плохими парнями, копами и грабителями, христианами и язычниками, героями и злодеями. Авторы таких фэнтези, я полагаю, пытаются следовать разуму там, где это невозможно, и отказываются от тени — верного и ужасного проводника, за которым нужно идти.
Согласно юнгианским трактовкам, столкновение Геда с Тенью показывает процесс индивидуации, который завершается интеграцией Эго. По версии Юнга, подсознание соответствует тени, «тёмной стороне» личности, нравственной проблеме, которая ставит под сомнение её целостность. Признание тени требует нравственных усилий, по выражению Ле Гуин, «путешествия к самопознанию, к взрослости, к свету», а тень выполняет роль проводника, как, например, на Осскиле. Тень ведёт в самые тёмные глубины психики, лишая человека силы, рассудка и творческих способностей. Размер Тени — с маленького ребёнка — совпадает с юнгианским описанием тени, с детскими или примитивными качествами. Юная Серрет представляет ведьмоподобную аниму Юнга, а Огион точно соответствует юнгианскому архетипу «мудрого старика» (мага или учителя), который направляет и подталкивает героя (в том числе вопросами) к восстановлению самости, появляется в безнадёжной для героя ситуации; в эту схему укладываются возвращение Геда к Огиону и помощь со стороны учителя. Камень Терренона трактовался как воплощение самого тёмного в Геде, жажды власти и господства, отрицания смерти; в юнгианстве камень символизирует простое и глубокое переживание — ощущение вечности, когда человеку кажется, что он бессмертен и неизменен. Джаспер рассматривался как проекция «тени», гордыни и высокомерия Геда: герой приписывает своему сопернику «насмешливость» и «надменность», не осознавая своей роли в эскалации конфликта, хотя именно Джаспер познакомил Геда с Ветчем. Для читателя остаётся неясным, была ли оправдана агрессия Геда, автор не даёт возможности посмотреть на ситуацию глазами Джаспера или получить объективную информацию о его мотивах. Как полагает Миллер, эту межличностную драму и психодраму Геда можно трактовать и без теории Юнга.

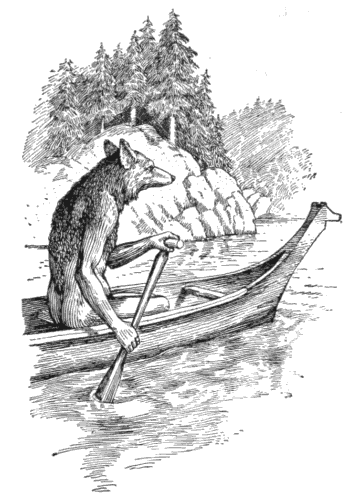
Трикстер в виде антропоморфного койота. Рисунок 1915 года

Тезис о «зажжённой свече», порождающей тени, рассматривался в русле теории Юнга, как и описание финального столкновения с Тенью. Крейг и Диана Бэрроу указывали на скрытую нужду и отсутствие любви в детстве Геда: ни отец-кузнец, которому седьмой сын не нужен, ни тётка («ужасная мать» в терминах Юнга) не заботятся о нём в достаточной степени, это две «деструктивные архетипические силы» («ложный» отец или мать в терминах Фрая). Как полагали исследователи, стремление Дьюни бродить по лесам и горам, равно как и первый магический поступок — призыв коз, указывают на скрытое желание любви. Животные, которых он призывает, воплощают его собственную самоуверенность и агрессию; Ястреб не может приказать любить себя, но внушает страх своим сверстникам. Бэрроу отмечали близость образа Тени и её воздействия на жизнь Геда к юнгианской фигуре трикстера, которым в мифологии коренных народов США часто является Койот. Юнг определял трикстера как «коллективную фигуру тени»; трикстер, способный менять внешность, представляет необходимую, но зачастую бездумную или аморальную стадию личностного развития, которая соответствует детям раннего возраста; несмотря на возможность негативных социальных последствий, жадность, эгоцентризм и спонтанность, присущие этому типу поведения, до некоторой степени полезны. Согласно мифам племени карок, Койот-трикстер прибегает к уловке, создавая туман, чтобы спастись от людей, как это делает Гед в начале романа; позже Тень-трикстер повторяет этот трюк, едва не утопив его лодку (Гед планировал утопить Тень).
Роман рассматривался с точки зрения распространённой в исследованиях фэнтези концепции мономифа Джозефа Кэмпбелла, согласно которой путешествие мифологического героя включает три этапа: исход, инициацию и возвращение. Согласно литературоведу Вирджинии Уайт, «Волшебник» показывает первый этап; Гед трижды испытывает «призыв к приключению»: когда ребёнком призывает коз, когда защищает деревню от захватчиков и когда вызывает дух Эльфарран. Во всех трёх случаях герой не отвечает на призыв.

## Магия. Ле Гуин и теории ранней антропологии
В романе устанавливаются правила и границы магии Земноморья; согласно Аттебери,

Ле Гуин берёт свою концепцию магии из иного источника, чем Толкин. Она прошла мимо куртуазного романа и крестьянских преданий к универсальным верованиям племенных обществ. Её магия — это ритуальное наделение именем, песнопение загнанному животному, «в начале было Слово». Её волшебники — шаманы, знахари. Как и Клод Леви-Стросс, она возрождает древний, магический взгляд на вселенную — так называемое первобытное мышление — в качестве интересной альтернативы нашему механистическому, научному представлению о космосе.
Магия как метадисциплина имеет холистическую природу и соединяет элементы науки (под влиянием экологии), религии и искусства. По мнению Роберта Скоулза, с одной стороны, подход Ле Гуин рассматривает дохристианские мифологии, а с другой стороны, магию сближает с наукой Нового времени ограниченность, связанная со сложностью открытия подлинных имён (из-за большого количества вещей в мире).

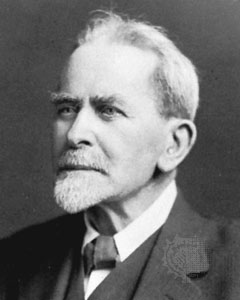
Джеймс Фрэзер, 1933

Том Шиппи поместил роман в контекст викторианских мыслителей и увидел в магии критику теорий ранней антропологии (Г. Спенсер, Э. Тайлор, Дж. Фрэзер и Б. Малиновский). Шиппи отмечал, что волшебники, колдуны или колдуньи (wizard, sorcerer, witch), которые обращаются с магией, никогда не описываются как magician; это слово имеет оттенки фокусника или иллюзиониста. Писательница использует слово mage, создавая ряд составных слов: Верховный Маг (Archmage), волшебство / магия (magery), волшебный ветер (magewind) и другие. По словам Шиппи, в своей основе магия Земноморья представляет собой «теорию румпельштильцхен»: всё имеет истинные имена, отличающиеся от обычного языка; знание означающего позволяет получить власть от означаемым. Гед изучает имена растений у Огиона, затем списки имён у Мастера Ономатета и так далее. В этой магии имён различаются магическая иллюзия и магическая реальность: вторую сделать намного сложнее, и волшебная еда и вода не решают проблемы продовольствия. Как объясняет Мастер Ловкая Рука, простой камешек, имеющий подлинное имя ток, можно заставить выглядеть как бриллиант или цветок, но это лишь иллюзия. Вещь сохраняет свою сущность — для настоящего Превращения нужно изменить подлинное имя камня, а поскольку камешек является неотъемлемой частью мира, это изменение затронет всё мироздание и будет угрожать Великому Равновесию; дождь на острове Рок, по словам Мастера Заклинателя, может повлечь засуху на Осскиле, а штиль на востоке Земноморья приведет к штормам и бедам на западе. Как отмечал Шиппи, в первой половине книги кажется, что магия не имеет ограничений и не требует усилий, но затем это впечатление опровергается: магия имеет моральные границы и невозможна без умений. Последнее выясняется в самом начале романа, когда Гед с помощью магии хочет спасти деревню.
Согласно Шиппи, Ле Гуин отвергает различные теории магии, как «катарсические», так и «интеллектуалистские»; уже в эпизоде со спасением деревни отрицается тезис Малиновского о связи магии с катарсисом: Гед не дикарь, он видит разницу между «желанием и его исполнением, надеждой и фактом». По мнению Шиппи, магию Земноморья можно трактовать как неизвестную технологию, которая зависит от знания, что сближает её с «интеллектуалистскими» теориями XIX века (Спенсер, Тайлор, Фрэзер и другие). Согласно этим концепциям, магия в качестве этапа человеческой эволюции ближе к науке, чем к религии. Эти возможные трактовки Шиппи считал неверными, поскольку магия Земноморья зависит от того, кто её практикует: в ней сочетаются познание и личная гениальность, указывающая на качества художника; первый опыт Геда, когда тётка проверяет племянника и видит в нём силу, явно не является научным. Кроме того, сила героя тесно связана с пониманием этики, причём, по оценке Шиппи, в духе святого, а не священника. Как полагал Шиппи, в конечном счёте магия выходит за рамки простых технологий и отличается от концепций имён раннего модерна — согласно «Золотой ветви» Фрэзера, «дикари» не могли различать слова и вещи. Для Ле Гуин примат вещи над словом (позиция Фрэзера) философски связан с материализмом, индустриализацией, преобразованием природы. В её мире, напротив, приоритет отдаётся слову, а не вещи, что совмещается с отказом от антропоцентризма: все создания природы, включая камни или волны, заслуживают уважения, и на них нельзя воздействовать, не учитывая их индивидуальность . По мнению Шиппи, писательница отвергает негативное отношение Фрэзера к опасным «дикарям», не способным доверять друг другу: Гед и его товарищи — не дикари, герои постоянно раскрывают свои подлинные имена (Мастер Привратник или Ветч, который делится своим именем с Гедом, помогая ему в трудный момент).

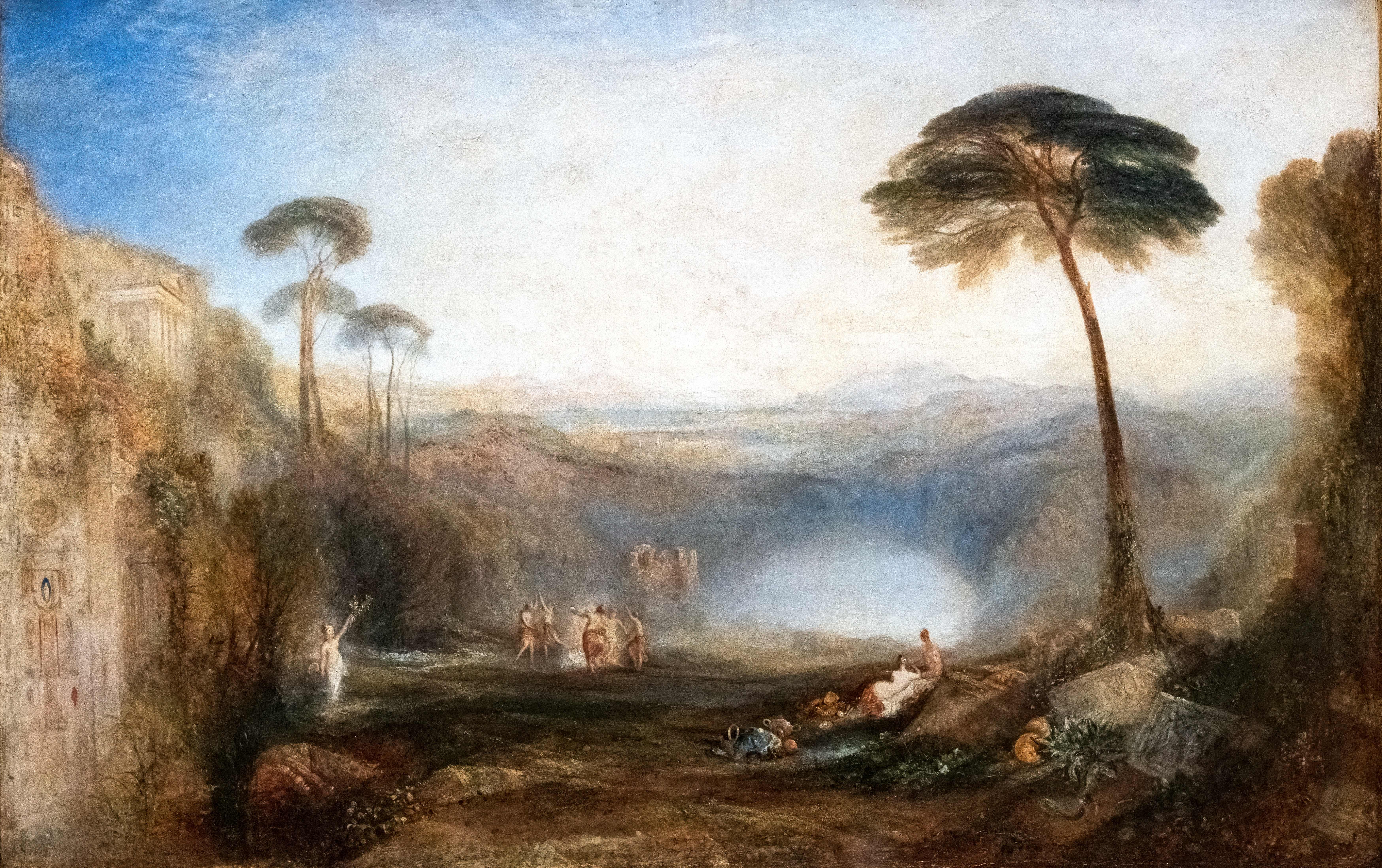
Золотая ветвь. Джозеф Уильям Тёрнер, 1834

Обращение к магии имён может быть связано с культурами коренных народов США, с которыми Ле Гуин была знакома благодаря работам своего отца, Алфреда Крёбера. В калифорнийских культурах юрок и карок важную роль играло подлинное имя: у юрок произносить его было запрещено, а у карок — нежелательно; карок предпочитали использовать пренебрежительные прозвища. В обоих племенах существовало табу на произнесение имени умершего в течение года после смерти, в племени карок дети получали имя спустя несколько лет после рождения и т. д. Детское прозвище Дьюни — Ястреб-перепелятник — соответствует традициям калифорнийского племени майду, где дети получали «обычные» вторые имена для повседневной жизни.

## Между мифом, сказкой и эпосом

### Мифологические сюжеты. Жизнь и смерть
По мнению Тома Шиппи, роман некоторым образом пародирует (если можно говорить о пародии) и изменяет известные мифы, включая возвращение героя из царства мёртвых в «Энеиде» Вергилия и созданный Джеймсом Фрэзером миф о бесплодной земле и обряде плодородия («освобождение вод»), с необходимой смертью короля. В неожиданном возвращении Геда из царства смерти в Открытое море представлена версия этого мифа, однако у Ле Гуин нет циклического процесса возрождения. Фатальное решение Геда призвать дух прекрасной Эльфарран напоминает вызов Фаустом самой красивой женщины в истории — Елены Прекрасной (трагедия «Доктор Фауст» Кристофера Марло).
По оценке Шиппи, все объяснения магии, семантика и описание обучения Геда связаны с вопросами жизни и смерти. Эта тема выражена в высказывании Огиона: чтобы слышать, нужно молчать. По мнению Шиппи, дело не в невнятном понятии Равновесия, а в том, что свет и слово связаны с противоположностями, тенью и молчанием; последние понятия обозначают смерть. Шиппи считал самым сильным в книге достаточно случайный эпизод, когда Гед пытается вернуть умирающего мальчика из царства смерти. Герой попадает в неизвестную страну не во плоти, но воспринимает это место как вполне материальное: там не слышно ни звука, видны иные звёзды, хотя Гед знает названия незнакомых и неподвижных созвездий. Как полагал Шиппи, страшнее всего не поджидающая героя Тень, а сама концепция царства смерти: у Ле Гуин больше одиночества и меньше гуманизма, чем у Вергилия, герой которого пересекает реку Стикс с золотой ветвью. В то же время, по мнению Шиппи, эта картина ближе к Античности, чем к христианским Раю и Аду. По словам Шиппи,

В основе Земноморья лежит миф из шестой книги «Энеиды» о схождении в подземное царство — с тем отличием, что Гед не получает «золотую ветвь»… [он следует] за Айоэтом, маленьким сыном своего друга, вглубь царства мрака Земноморья — мрачной, бесчувственной имитации жизни… лишь для того, чтобы напоследок увидеть, как тот неуловимо бежит вниз по склону во тьму — это поразительный и трогательный образ… менее жестокий, чем Стикс у Вергилия, но более пугающий.
Попытка воскресить мёртвого ребёнка, по мнению литературоведа Ричарда Эрлиха, напоминает воскрешение Иисусом из мёртвых дочери Иаира, причём Ле Гуин не одобряет поступок героя исходя из общей негативной оценки жертвы Христа и из-за того, что нельзя идти против природы, пытаясь вернуть умирающую душу. Литературовед Маргарет Эсмонд отметила близость эпизода к финалу «Левой руки Тьмы»: бегущий Айоэт, которого преследует Гед, напоминает Эстравена, мчащегося на лыжах с холма в сторону границы и навстречу своей смерти. По мнению Крейга и Дианы Бэрроу, Гед действует как шаман племени мохаве, который должен вернуть душу больного обратно со священной горы.

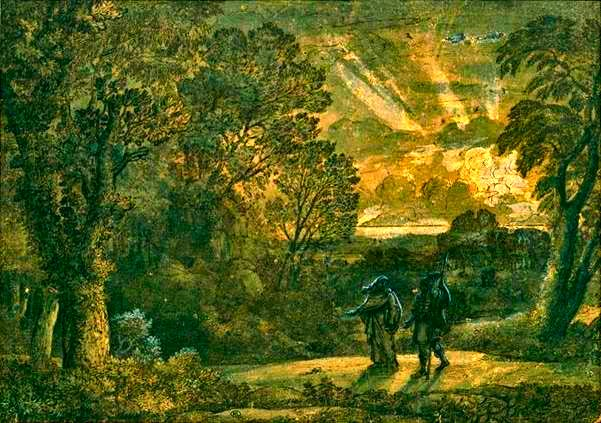
Сивилла, ведущая Энея в подземный мир. Клод Лоррен, около 1673 года

По оценке Шиппи, царство смерти служит конечным обоснованием авторской системы идей: Геда искушает возможность использования своей силы, особенно для вызова мёртвых или возвращения умирающих, хотя герой пытается этот соблазн рационализировать. Герой, пытаясь сохранить и расширить своё «я», возвеличить себя, провоцирует собственное уничтожение (как в доме Огиона или на Холме Рок), и его искусство оборачивается против него. Здесь присутствует магическая идея уважения к отдельным вещам в рамках целого, что не позволяет их умалить и нарушить Равновесие продлением собственной жизни, собственным светом — до некоторой степени «у тьмы тоже есть права». Как отмечали критики, писательница не является сторонницей манихейства, свет не отождествляется с добром, а тьма — со злом. По выражению Джорджа Слассера, зло — это «непонимание динамики жизни». Силы тьмы связаны с отрицанием (тень, молчание, небытие) и не имеют реального существования. У Тени есть имя, но не своё, она и противостоит Геду, и составляет с ним одно целое. Шиппи полагал, что воссоединение с Тенью и песнь «Создание Эа» исчерпывающе завершают историю: во-первых, Тень породил страх Геда перед смертью, и во-вторых, пустынное небо, по которому летит ястреб, указывает на пустые небеса, на отсутствие божественного, подчёркивает смертность героя. Страх Геда поэтому оправдан, но его следует принять, как и Тень. По оценке Шиппи, этот эпизод обобщает обсуждение магии и имён, а также проблематику жизни и смерти.
Литературовед Томас Ремингтон не соглашался с выводом Шиппи о пародии, находя у Ле Гуин структуру мифа об «освобождении вод» и короле-рыбаке (миф о победе жизни над смертью); образ Геда связывается с рыбой. Так, Гед «испытывал страшную жажду», когда оказался на островке после кораблекрушения, и старики-изгнанники делились с ним рыбой, мидиями и водой; покидая их, Гед наложил заклятье, сделав маленький родничок неиссякаемым, а островок получил название остров Родниковой Воды; в концовке Гед делится с Ветчем рыбой. Согласно анализу Ремингтона, противостояние Геда и Тени связано с временами года: Тень наиболее сильна в период между летним и зимним солнцестоянием, когда дни становятся короче, а Луна убывает. Гед трижды сталкивается в Тенью в этот период и каждый раз терпит неудачу, достигая успеха в четвёртой встрече, которая происходит после зимнего Солнцеворота, когда дни удлиняются, а Луна возрастает. По оценке Ремингтона, миф и символика не дискредитируют Ле Гуин в контексте её критического отношения к аллегории, поскольку не равнозначны последней.
Как отмечал Слассер, Гед, подобно всем героям Ле Гуин, чужак и духовный сирота; как и персонажи мифов и волшебных сказок, он обладает природными талантами, но поддаётся своей гордости и амбициям. Гед — глупец, а не злодей; Тень — порождение его поступков и выборов, поэтому её признание позволяет герою принять и ответственность за них. Гед может поступать свободно, только приняв в себе имя того, что он ищет, — смерть. Принятие смертности, по словам Слассера, и является задачей героя, который не совершает подвига и не отличается от остальных людей. Слассер отмечал, что песок в океане в концовке романа может быть только в сознании: герой не встречает там свою смерть или тень своей смерти; двойственность в изображении Тени указывает на ограниченность сознания. По выводу Слассера, зло — это не смерть или тьма, а отказ Геда признавать их место в природном равновесии; цельность личности достигается через осознание собственной ограниченности: «Только цельный человек, принявший смерть, может свободно служить силам жизни».
Скоулз отмечал, что квест Геда можно сравнивать с христианской аллегорией «Хроник Нарнии» Клайва Льюиса, он является и приключением, и аллегорией. Гед претерпевает страдания и вынужден сражаться с силами зла; оба автора обращаются к мифологическим схемам греха и искупления, поиска и открытия, хотя аллегория Льюиса более догматичная и прямолинейная. Как писал Скоулз, в христианской вселенной Льюиса Бог действует как демон Максвелла, нарушая естественное равновесие и навсегда оставляя человека с бременем неискупимой вины. Гед же в романе сам является грешником, чьи действия привели к необходимости искупления; восстановив внутреннее равновесие, герой восстанавливает равновесие и спасает свой мир. В отличие от Льюиса, у Ле Гуин нет вечности и царства небесного, а есть только равновесие между жизнью и смертью. Ле Гуин акцентирует не теологию, как Льюис, а определённую «экологию, космологию с реверансом в сторону вселенной как саморегулирующейся структуры», динамичной и сбалансированной системы. Как отмечал Миллер, «Хроники Нарнии» выглядят как близкий предшественник «Волшебника», хотя Ле Гуин постоянно подчёркивала, что её не устраивает моральная направленность книг Льюиса: Нарния является «простой апологией христианства, наполненной ненавистью и презрением к несогласным».

### «Ученик чародея» и «русская волшебная сказка»
В своей основе роман является романом воспитания, показывающим эволюцию и взросление главного героя на материале народной сказки об «ученике чародея». Этот сюжет, по оценке Аттебери, являющийся «хорошей аналогией современного технологического человека… почти клише», известен в версии Гёте и адаптирован в мультфильме Диснея «Фантазия». Миллер характеризует книгу как Zaubererroman, роман о становлении волшебником: Ле Гуин попыталась показать юность Мерлина или Гэндальфа. В послесловии для издания 2012 года Ле Гуин отмечала: «Мерлин и Гэндальф наверняка когда-то были молодыми, так ведь? И когда они были молодыми, когда они были глупыми детьми, как они учились, чтобы стать волшебниками? Об этом была моя книга».

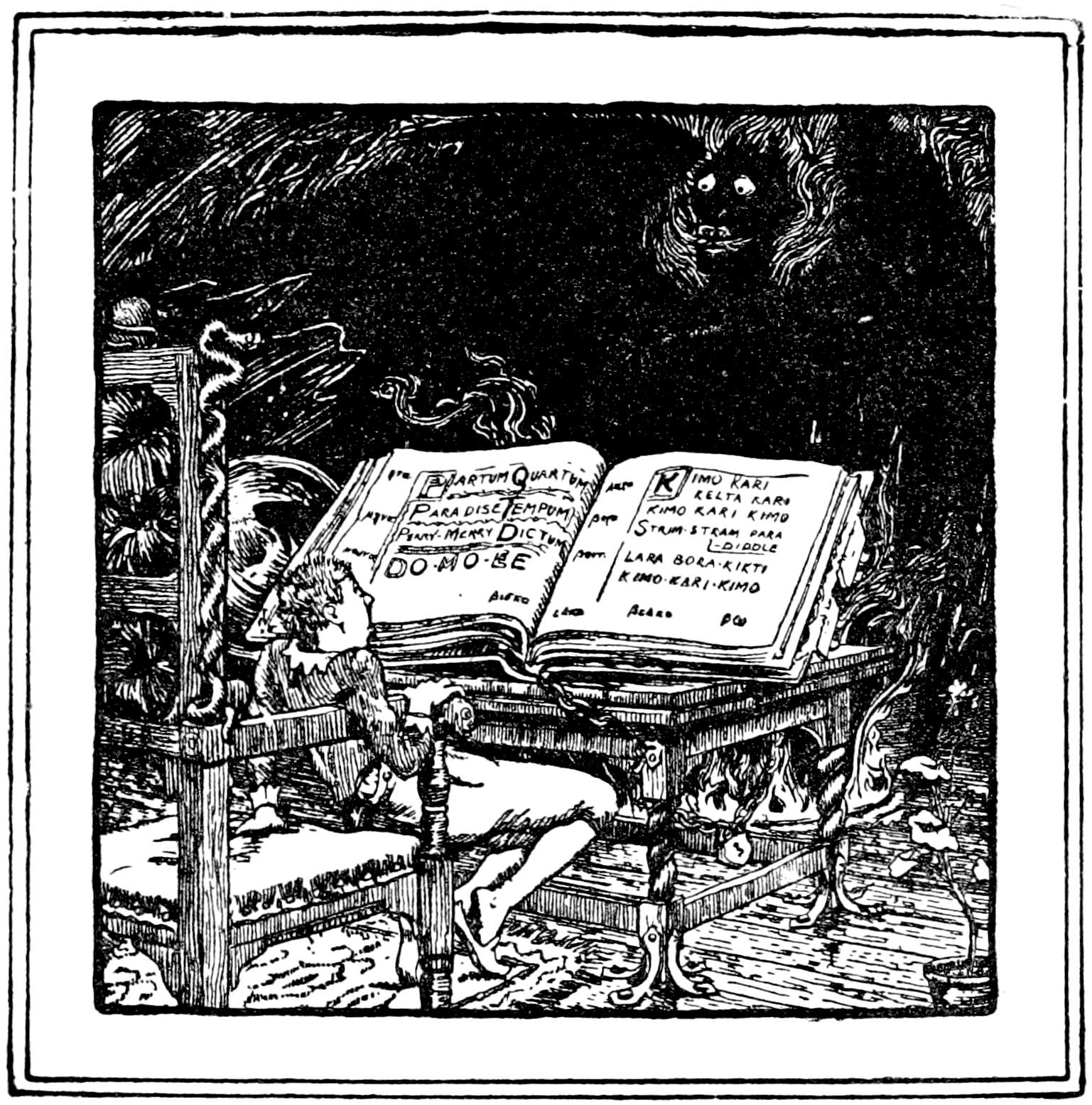
Иллюстрация Баттен, Джон к английской версии сказки «Ученик чародея». 1890 год

По мнению Слассера, роман выстроен на основе чёткой модели; если в романе об ученичестве герой сначала учится, а затем действует, то Гед, являясь учеником чародея, напротив, сначала необдуманно действует; жизнь подталкивает его к поступкам, которые предшествуют обучению. Миллер считает нарративную структуру близкой к «ученику чародея», указывая на три главных эпизода: совсем юный Гед призывает к себе коз и затем не может прекратить действие заклятия; Гед без разрешения открывает книгу Огиона; эпизод на Холме Рок, когда Тень оказывается на свободе. Со вторым эпизодом имеет явное сходство английская версия сказки, изданная Джозефом Джейкобсом в конце XIX века: мальчик-ученик из любопытства прокрался в покои учителя-чародея, когда того не было дома, и открыл чёрную книгу заклинаний; рисунок Джона Баттена напоминает эпизод в романе: ученик сжался от страха перед открытой книгой (где видна тарабарщина «Kimo Kari Kimo»), а вызванный заклинанием демон показан очень чёрным, как тень. Как отмечает Миллер, сказка заканчивается возвращением учителя и изгнанием демона, в романе же это событие оказывается поворотным моментом в образовании Геда.
Как полагает Миллер, в своей версии школьной повести «Волшебник» скорее сближается с «Хрониками Нарнии», чем с циклом Джоан Роулинг, у которой происходит последовательный переход из класса в класс. Льюис и Ле Гуин, напротив, понимают ограниченность школьного жанра: Гед осознаёт, что совершил ошибку, уехав от Огиона, однако этот отъезд является частью его образования; герой получает образование на многих островах Земноморья и внутри себя самого. По оценке Миллера, обучение у Огиона соответствует педагогической модели, которой следует Мерлин в тетралогии «Король былого и грядущего» Теренса Уайта, подготавливая ученика (Артура) к тому, чтобы тот учился сам: Мерлин считает задачу своей жизни выполненной, когда ученик понимает, как надо учиться. В романе различные педагогические функции выполняют не только Огион и волшебники с острова Рок, но и эгоистичная тётка Геда, Ветч и его сестра Ярроу, Печварри и отак. По словам Миллера, «история Геда — его жизнь — есть образование». Взгляды Ле Гуин выражены в словах Мастера Ономатета, из которых следует, что обучение никогда не может и не должно заканчиваться, и Геншера, предлагающего Геду найти утешение в образовании; чтобы узнать имя Тени, необходимы «опыт… долгое образовательное путешествие». В конечном счёте, по выводу Миллера, для Ле Гуин необходимо учиться жить в меняющемся мире, и взрослым, и молодёжи.
Аттебери полагал, что автор избегает клише, присущих схеме «ученик чародея», поскольку добавляет непредсказуемость в сюжет и исследует причины и последствия. Гед — не ленивый помощник чародея, а прирождённый великий маг, гордый и вспыльчивый мальчик, стремящийся к успеху. По мнению Аттебери, в романе можно увидеть морфологию «русской волшебной сказки» В. Проппа (расширением которой и является «ученик чародея»), начиная с эпизода в доме Огиона: молодой протагонист нарушает запрет в отсутствие старого защитника, что призывает злодея. Повествование отходит от сюжета «ученика» в сторону волшебной сказки в эпизоде с освобождением Тени, поскольку Верховный Маг не может расплести заклятье Геда. С этой точки зрения Тень — аналог беды, или недостачи в волшебной сказке; герой должен начать поиски (квест), чтобы разрешить проблему. Функцию дарителя, который не обязательно должен симпатизировать герою, выполняет дракон; он проверяет героя, что доказывает его силу и благородство. Герой получает от дракона волшебный дар (Гед узнаёт, что у Тени есть имя), который помогает завершить квест. Как полагал Аттебери, сказочного злодея больше всего напоминает девочка с Гонта, а последующие события на Осскиле — места, где вроде бы должно состояться прямое столкновение со злодеем, — практически идентичны схеме волшебной сказки. Однако, как отмечал Аттебери, в таком случае Гед должен был победить колдуна (злодея) в поединке, спасти девушку, забрать камень и основать с его помощью королевство. Поэтому, по мнению Аттебери, речь идёт «не более чем о западне и отвлечении Геда от его подлинных поисков» — проблема героя не имеет решения в рамках волшебной сказки. Подлинным противником героя оказывается Тень; Гед соединяется с ней и принимает тьму внутри себя, не подчиняясь ей. Концовка романа, по выводу Аттебери, указывает на уход «от волшебной сказки в область… символизма „Левой руки Тьмы“», а «вся остальная динамика и конфликты оказываются ошибками» или служат уроками для героя.

### История Геда как эпос

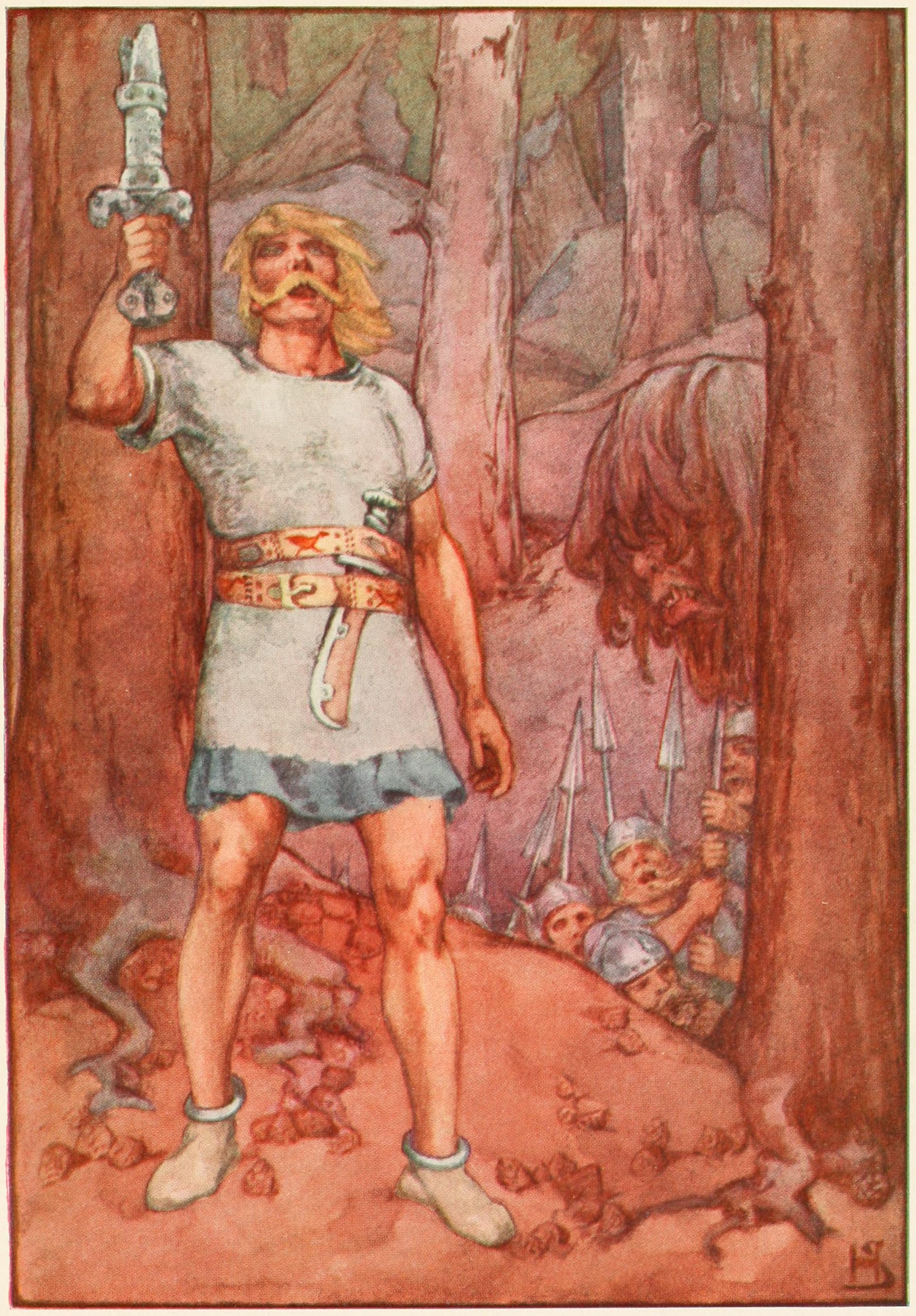
«Беовульф». Иллюстрация Хелен Стрэттон, 1915

Начало романа указывает на жанр эпоса, показывая место Геда в истории и формируя эпический и нарративный контексты. После представления карты Земноморья и острова Гонт автор знакомит читателя с главным героем: «Говорят, что самым великим из этих волшебников и уж, во всяком случае, величайшим из путешественников был некий гонтиец по прозвищу Ястреб-перепелятник, в конце концов ставший не только Повелителем Драконов, но и Верховным Магом Земноморья. О жизни его повествуется в эпическом сказании „Подвиг Геда“ и во многих героических песнях, но эта наша история — о тех временах, когда слава ещё не пришла к нему и не были ещё сложены о нём песни». Читатель узнаёт, что «путешествие от отрочества к зрелости» было успешным, но настолько личным, что этот рассказ не включён в общеизвестную историю жизни героя. Тот факт, что Гед в конечном счёте преодолевает невзгоды и достигает успеха, широкого социального признания, доставляет удовольствие читателю.
Как отмечал Кэдден, с ритуальным началом эпоса связано и «Создание Эа» — древнейшая песня Земноморья исполняется слушателями перед выходом рассказчика на сцену. Именно слушатели — современники рассказчика, явно знакомые с преданиями Земноморья — выполняют важную роль адресата и делают произведение эпосом; такой приём упрощает описание автору, которому не нужно вдаваться в детали. Рассказчик подразумевает, что слушателям известны мимоходом упоминаемые аспекты истории, культуры и географии Земноморья: империя Каргад, мех зверька пеллави, Древний Змей Андрада и т. д. Вместе с тем содержание «Подвига Эррет-Акбе» и сведения о периоде после Солнцеворота предположительно важны для читателя, а не для слушателя. Как отмечал Кэдден, рассказчик постоянно обращается к прошлому и будущему (пролепсис и аналепсис): сообщается, что остров Спиви до сих пор в руинах; говорится о времени, «когда слагались первые мифы»; даётся описание будущей жизни Дьюни. Всё это, по словам Кэддена, соответствует «вечному и далёкому» времени в мифе и эпосе, «контексту рассказа как народного эпоса», хотя произведение содержит и черты романа. На суровую героическую эпоху указывают простота и искусность языка, выбор преимущественно англосаксонских слов, частое обращение к аллитерации, свойственное устной традиции героического эпоса («Беовульф»). Литературовед Джон Пфайфер проанализировал черты устного эпоса: стратегия аллитерации, повторяющиеся выражения (например, «говорят»), афоризмы, различные перечни (список трав и т. д.), значительная доля диалогов и речей. И в романе, и в «Беофульфе» неоднократно встречается слово «яркий» (англосаксонское beorht, английское bright).
В последних строках романа выясняется, что песнь о первом великом подвиге Геда была утрачена, от неё за «долгие годы» остались лишь «разрозненные куски»; эту историю на разных островах рассказывают по-разному, и эти рассказы противоречат друг другу. По оценке Кэддена, долгие годы — субъективная характеристика, но, вероятно, речь о древнем мифе или предании, о прославлении, а не об историческом факте; создаются «ощущение эпического», эпическая дистанция. Как отмечает Аттебери, постановка под сомнение традиций, которые, по-видимому, лежат в основании нарратива, не означает отрицание истины: Ле Гуин лишь предлагает читателям «конструировать истину для себя», поскольку история, как и магия, изменчива и зависит от «понимания и потребностей тех, кто ею пользуется».

### Рыцарский роман и артуровский нарратив

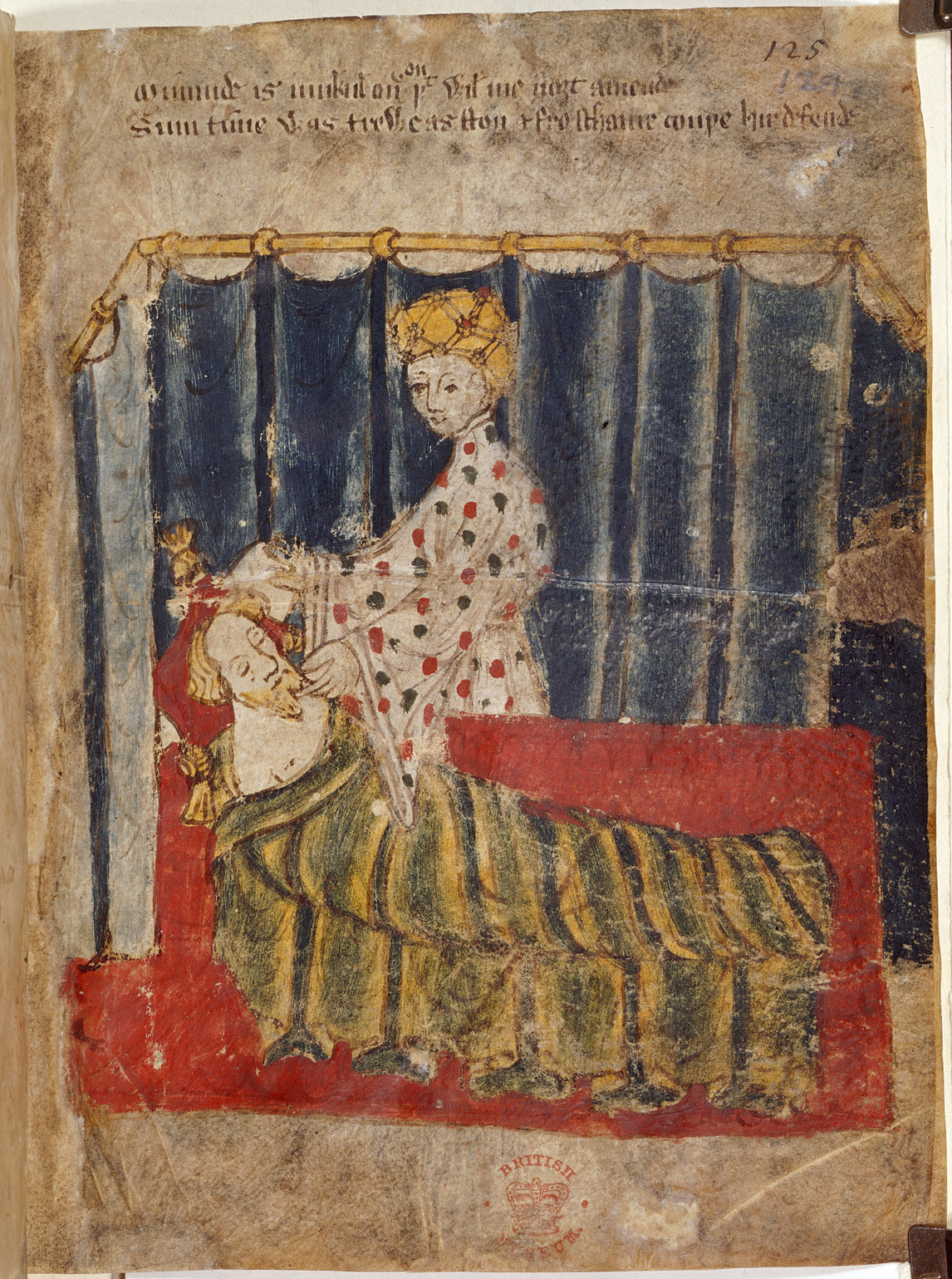
«Сэр Гавейн и Зелёный Рыцарь», сцена соблазна. Миниатюра. Ок. 1400—1410

«Волшебник Земноморья» структурно соответствует рыцарскому роману, где герой отправляется в путешествие (квест) и в конце концов преуспевает, пройдя ритуальную смерть и познав свою силу и слабость; аналогично Гед в своих поисках должен найти имя Тени; кроме того, «Волшебник» пародирует тему убийства дракона. Литературовед Жанна Уокер отмечала, что в рыцарском романе есть присущий и «Волшебнику» коммунальный аспект: поступок героя влияет на социальный мир, освобождает его от зла. В этом смысле близкими к роману назывались произведения современного фэнтези: «Хроники Придайна» Ллойда Александера, «Восход Тьмы» Сьюзен Купер, «Излом времени» Мадлен Л’Энгл. Миллер отметил переклички «Волшебника» с неоартурианой: романом Мэри Стюарт о молодом Мерлине «Хрустальный грот» и тетралогией Теренса Уайта «Король былого и грядущего»; по признанию Ле Гуин, на неё глубоко повлиял «Меч в камне».
Как полагала Луис Р. Казнец, Ле Гуин не использует сведения о Мерлине из артуровского цикла, хотя книга рассматривает становление волшебника, который должен стать помощником или пророком для нового короля. По оценке Миллера, роман напоминает средневековый артуровский нарратив с его схемой авантюры (aventure), которая структурирует и делает осмысленными приключения Геда; сюжет зачастую разворачивается согласно фольклорным схемам. На эти нарративные модальности накладывается дополнительная метафизическая структура. Влияние средневекового романа («Сэр Гавейн и Зелёный Рыцарь») наиболее заметно в главе «Полёт Ястреба», в описании сексуальных соблазнов в «загадочном и клаустрофобном» замке Терренон. Гед действует как средневековый герой, хотя является сыном кузнеца и не имеет знатного происхождения. В среднеанглийском языке (у Томаса Мэлори и др.) aventure включало в себя оттенки случая, рока, судьбы и просто события. Отсылки к силам судьбы заметны в размышлениях Геда, когда ветер не пускает его обратно на Рок, и при встрече с незнакомцем с Осскила, а также в словах Ветча о том, что волшебники случайно не встречаются. По мнению Миллера, «интерлюдия» в замке Терренон — ключевой эпизод в нарративе — связывает случай и замысел, что соответствует артуровской схеме с высшими силами судьбы: Гед, чувствуя ловушку, понимает, что оказался в замке случайно, но эта случайность была явно предопределена.

### Символизм
В романе, помимо центрального символа Тени, присутствует ряд образов и мотивов: птицы, драконы и камни. Гед с самого начала отождествляется с ястребом-перепелятником — эта птица связывалась с солнцем в древних культурах — Египте, Греции и Риме; «гнездом ястреба» называется дом Огиона, а у Верховного мага Неммерля есть ручной ворон, который предсказывает события в замке Терренон; Гед и Серрет превращаются в птиц, чтобы спастись из замка. В мировом фольклоре птицы традиционно ассоциируются с душой, обретение крыльев — с духовной жизнью, а птица, покидающая клетку, показывает отделение души от тела. По мнению Крейга и Дианы Бэрроу, птицы и животные в романе воплощают трансцендентность. Открытое море (название последней главы) символизирует жизнь, безграничные возможности и бессознательное.

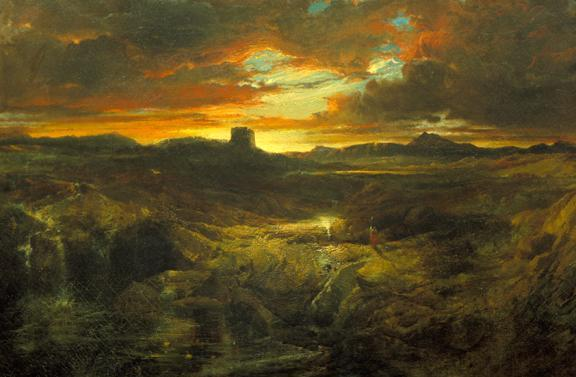
Чайльд Роланд к Тёмной Башне пришёл. Томас Морэн, 1859

Как отмечал Слассер, Камень Терренона и драконы — это первобытные, нечеловеческие, «тёмные силы», которым нельзя служить; их невозможно победить, но можно сдержать, как это сделал Гед. Дракон с острова Пендор описывается как «жилистый и поджарый, словно гончий пёс», огромный, размером с гору, а в его тёмно-стальной, будто полированной, чешуе отражается солнечный свет; никто не осмеливается смотреть в зелёные глаза дракона. Подобно дракону, Камень Терренона прикован к своему местоположению: Древние Силы не могут покидать определённый остров, место, пещеру и т. д. Пустоши вокруг замка Терренон — места знания и власти — отсылают к тёмной башне «Чайльд-Роланда». Как полагает Миллер, обретение Гедом власти над своей душой, в сочетании с образом оборотня и опасностью стать «рабом Камня», иллюстрирует известную строчку из «Освобождённого Прометея» Перси Шелли: «Все духи — если служат злу — рабы».
Дверь в Школу Волшебников на острове Рок из рога и слоновой кости, символизирующая порог, отсылает к «Одиссее» Гомера и «Энеиде»: Эней возвращается из подземного царства через ворота из слоновой кости. Геду дверь сначала кажется деревянной, затем — сделанной из слоновой кости и рога; позже герой узнаёт, что она сделана из «зуба великого Дракона». На внутренней стороне двери изображено «Древо Жизни с тысячью листьев», по мнению литературоведа Терезы Тавормины, — мировое древо, ось мира, которая находится в Имманентной Роще (тоже отождествляемой с Иггдрасилем Земноморья). Одни ворота вместо двух у Вергилия, по предположению Тавормины, могут означать, что истину и ложь отличить непросто; слоновая кость, возможно, указывает на драконов, которые способны лгать, говоря на Истинной Речи. После возвращения из царства смерти и воссоединения с Тенью Гед видит в небе «яркий рогатый месяц», «полукольцо цвета слоновой кости»; герой проходит, по выражению Тавормины, «через ворота сна и магии».

## Между реализмом и фэнтези, консерватизмом и анархизмом

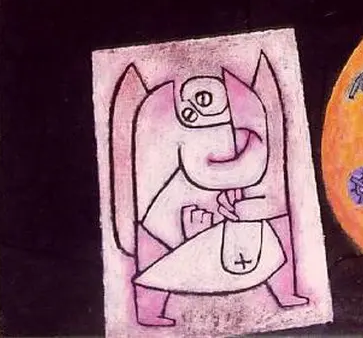
Натюрморт. Фрагмент. Пауль Клее, 1940

По оценке Скоулза, у Ле Гуин реализм не противопоставляется фэнтези, поскольку сверхъестественное делается естественным, управляется и систематизируется, становится частью Равновесия. Крейг и Диана Бэрроу, ссылаясь на разделение Кэтрин Юм, отмечали, что роман сочетает стремление к имитации, описанию действительности (мимезис) с желанием изменить её, привнести что-то в реальность, включая метафорические образы (фантазия); в нарративе внешнее действие является внутренним, в нём объяснения событий колеблются между сверхъестественным и естественным (в терминах Ц. Тодорова). По словам Слассера, колебание между объективной реальностью и сознанием героя привносит ощущение сна, поскольку «антагонисты» Геда — иногда реальные силы (драконы или Лорд Терренона), иногда фантомы, тени внутри его сознания (Гед, обманывая себя, ищет «причины» вовне и в определённый момент почти верит в судьбу), иллюзии, как во время финальной встречи с Тенью. Тень, с одной стороны, является частью героя, а с другой стороны, когда герой действует, кажется, что вещи против него, что его преследует злой рок. О реальности борьбы напоминает смерть отака. Писательница Венди Яго отмечала в романе утверждение морали через выбор, показанное в контексте описания разных народностей, ремёсел, будь то волшебство или изготовление лодки, теплоты обычных человеческих отношений. Вместо бегства от действительности роман показывает, как индивид действует перед лицом вызовов и выборов в реальной жизни. Образ Тени размыт и одновременно отчётлив; это лишь представление Геда о себе, его альтер эго, не имеющее собственной сущности. Критик усмотрела параллель между концовкой романа и картиной Пауля Клее 1940 года с изображением борьбы Иакова и ангела, которые странным образом соединяются и становятся одним целым.
Согласно влиятельному анализу Колина Мэнлава, у Ле Гуин присутствуют три аспекта консерватизма, свойственного жанру фэнтези: равновесие, умеренность и восхваление текущего положения дел. «Диалектическое равновесие» показывают сочетание суши и моря, природа магии, структура романа. Авторский мир характеризуется и единством, и многообразием, но тяготеет к первому: фрагментарное строение Архипелага сочетается с общей историей и легендами, а волшебников отправляют с острова Рок в разные уголки Земноморья, чтобы оберегать мир от вреда. Гед пытается восстановить равновесие, которое сам же и нарушил, и, чтобы преуспеть, должен принять вещи такими, какие они есть. Магия связана с умеренностью и поддержанием метафизического равновесия, рассматривается как часть природы и «нормальности». Выясняется, что самые сложные вещи делаются без магии, как победа над Тенью. На равновесие указывает и структура романа, и число девять, которое обычно связывается с завершённостью: в романе девять глав, три из них посвящены бегству о Тени, а последние три — охоте, которая занимает девять месяцев. Мэнлав отметил открытое обращение автора к литературной традиции: идея островов отсылает к «Переландре» и «Покорителю зари» Льюиса, ко второй книге «Королевы фей» Эдмунда Спенсера, к «Одиссее»; зловещая тень фигурирует в романах Джорджа Макдональда «Фантастес» и «Лилит»; первое появление Тени в облике зверя с когтями и её нападение на Геда напоминают чудовищ из произведений М. Р. Джеймса; путешествия Геда на хрупких лодках очень похожи на легендарное плавание святого Брендана. Согласно литературоведу Ролину Лассетеру, охота за Тенью в Открытом море напоминает погоню среди льдов в концовке «Франкенштейна».

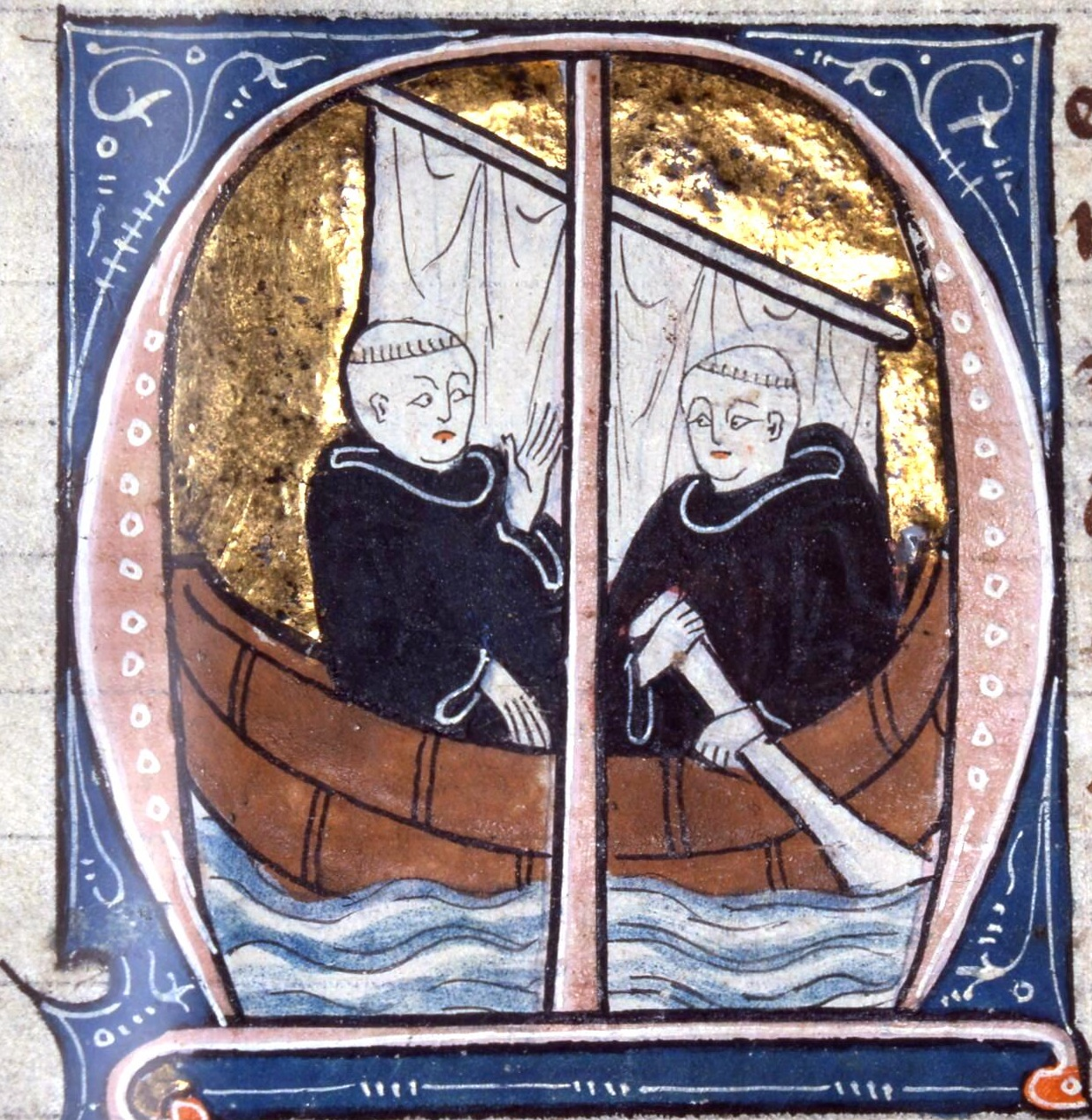
Плавание св. Брендана. Миниатюра. Ок. 1304

Дэвид Рис, сближая трилогию с реализмом и подростковой литературой и отмечая консерватизм и элитизм философии Ле Гуин, указывал на традиционный маскулинный тип взросления; последнее включает осознание того, что человек сам создаёт зло; от зла нельзя сбежать, его можно контролировать, только признавая как часть жизни. Роман показывает овладение физическими навыками в мужском мире, деятельное участие в жизни, без смешения социальных ролей. Гед — одарённый ребёнок, он получает специальное образование, недоступное большинству, чтобы затем приносить пользу обществу. Критик Розмари Джексон в своём влиятельном исследовании фэнтези отнесла произведения Ле Гуин к «консервативным средствам социального и институционального угнетения» (подобно произведениям Толкина, Льюиса, Уайта и Стивена Дональдсона). Согласно Джексон, писательница игнорирует разделения или противоречия внутри человеческой культуры и устанавливает мистическую гармонию на космическом уровне; в Земноморье тёмный «Другой» побеждается магическим образом. Литературовед Джеймс Гиффорд, возражая против трактовки Джексон, писал, что Ле Гуин, напротив, отрицает возможность поражения «тёмного „Другого“», который связан с регулятивным механизмом (заменой революционного преодоления), обеспечивающим систему эксплуатации в рамках культурной гегемонии; Гед в романе сталкивается с собственной виновностью и способностью причинять вред другим. Именно финал борьбы Геда с Тенью подтверждает антиконсервативную, анархистскую направленность романа: по словам Гиффорда, признание «тёмного „Другого“» как «проекции цензурированного содержания самости» означает борьбу с «процессами цензуры, замещения и проекции».
По мнению Миллера, нагруженную смыслами Тень и признание / соединение героя с ней следует интерпретировать за рамками явной аллегории, в духе того, что Толкин, отрицавший аллегорию, называл «применимостью» фэнтези; требуется прояснить связь фэнтезийных приключений с «реальным» миром. Роман указывает, что фэнтези не всегда фэнтези. Ле Гуин считала, что подлинное фэнтези отличается от аллегории и не должно отражать внешний мир, теологический, психологический, политический или любой другой порядок, хотя «рациональная необъяснимость и избегание прямого символизма» не влекут отказ от моральной ответственности или социальной значимости: последние возможны, если фэнтези оценивается в собственных терминах («сны должны объяснять себя сами»). Как отмечает Миллер, даосизм и юнгианство тоже являются внешними областями, ценность которых, как и образов фэнтези, состоит в доступе к «невербальной истине»; антирационализм Ле Гуин не отрицает возможность политических выводов и антикапиталистической критики.

## Идентичность, социальное измерение и власть

### Инициация и социальная изоляция. Христианская трактовка
Критики отмечали движение главного героя от состояния «изолированного, эгоистичного одиночки» к деятельному участию в большом сообществе. По мнению Яго, книга рассматривает стадии и кризисы личностного развития Эрика Эриксона. Как полагала Казнец, Ле Гуин показывает становление Геда в духе фантастов XIX века, таких как Мэри Шелли, обращаясь к концепту доппельгангера — двойника, «тёмной стороны», другого Я. По мнению Казнец, в отличие от ранних авторов, у Ле Гуин нет ни разрушения личности, ни полного отчуждения протагониста от сообщества; Гед не бунтует против социальных ограничений ради самовыражения. Воссоединение света и тьмы, возвращающее героя в сообщество, имеет терапевтическую природу и связано с кризисом идентичности и последующим улучшением, хотя Гед становится печальнее.

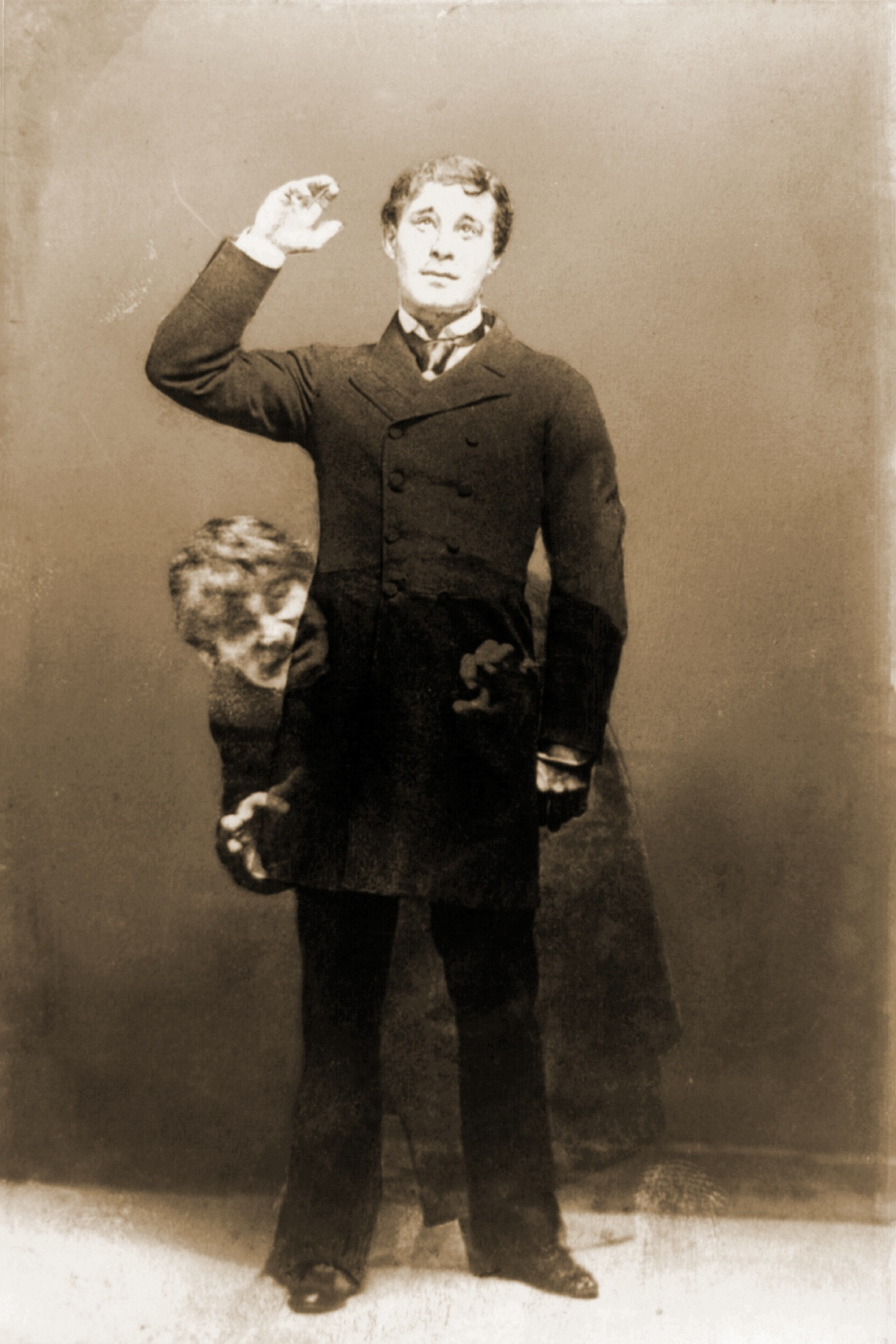
Актёр Ричард Мэнсфилд в роли доктора Джекила и мистера Хайда. Фото конца XIX века

Уокер считала, что роман выстроен как обряд перехода и показывает подросткам процесс взросления. Роман изображает этот обряд и выражает его в антропологических терминах. Имяположение Геда, кратко описанное в конце первой главы и включающее изолированность во время обряда, «тёмный омут» (Тень), «ледяную воду» (прохождение через воду указывает на символические смерть и возрождение), учителя Огиона и получение имени, содержит в себе все последующие события романа. По мнению Уокер, обряд показывает социальную природу индивидуальной идентичности; роман утверждает необходимость социального порядка и невозможность для человека существовать вне социальной структуры: негативным примером социальной изоляции является пожилая пара, встреченная Гедом на «безымянном островке». Согласно Уокер, Равновесие — Ле Гуин использует метафору магии — указывает на взаимосвязи и гармонию между индивидом, обществом и природой. Имя вещи служит метафорой для идентичности, и идентичности всех вещей взаимосвязаны. Нарушив Равновесие в процессе социализации из-за своей гордыни, Гед оказывается в физической (болезнь) и психологической изоляции. Социальное одобрение его поступков эмоционально не затрагивает Геда, что указывает на социальную смерть — герой не испытывает удовлетворения от победы над драконом, а боится Тени. Дойдя до полного морального опустошения, до социального распада (эпизоды с оборотнем и в замке Терренон), когда восстановить порядок и равновесие практически невозможно, Гед возвращается к Огиону, то есть к обряду перехода: он наконец готов подчиниться чему-то вне себя, измениться и стать частью общества; по выводу Уокер, «герметическая мудрость», выраженная в «Создании Эа», состоит в том, что жизнь обретается в прохождении через смерть.
Ролин Лассетер, рассматривая трилогию с точки зрения христианства и в контексте «Странной история доктора Джекила и мистера Хайда» Роберта Стивенсона , считал, что Гед на пути к обретению «цельности» и «свободы» должен познать страдания и горечь неудачи, совладать с тем, что Верховный Маг Геншер назвал «самонадеянностью»; Гед отличается от доктора Джекила, который отказывается страдать и не принимает свою двойственность. Лассетер видел в эпизоде на Холме Рок три искушения Христа, особенно третье («все царства мира»): расширение «Я» якобы имеет основание и «благие намерения», однако извращает средства и цели, как и силу героя. Как полагал Лассетер, после большой неудачи — освобождения Тени — Гед признаёт свою несостоятельность и принимает на себя ответственность за содеянное, хотя мог, как доктор Джекил, пытаться уйти от ответственности, отрицать, что тварь имеет к нему отношение. Как отмечал Лассетер, сначала Гед перешёл из одной крайности в другую: «гибрис завышенного самомнения сменился гибрисом самоуничижения», поскольку поездка на Лоу-Торнинг была и попыткой сбежать и спрятаться. Гед, делая свою работу, видит границы своих сил, когда пытается спасти ребёнка; встреча с драконом, хотя Гед этого не осознаёт, есть и столкновение с Тенью: герой выполняет свою обязанности и следует долгу, не обращая внимания на личные проблемы. Лассетер трактовал древние силы зла в замке Терренон, обещавшие Геду власть и славу, как оккультные и сатанинские; цена победы над надличностным злом включает утрату «чувств и человечности» и превращение в Ястреба — воплощения яростной и агрессивной рациональности. По мнению Лассетера, изменения во внешнем виде Тени отражали перемены в герое: облик существа на Холме Рок соответствовал натуре Геда, без головы и без разума; процесс его очеловечивания — тяжёлый труд в Школе на острове Рок, сострадание к слабым на Лоу-Торнинге — очеловечивал Тень (герой придавал ей форму), как в случае Скиорха — Гед изменился, поведя себя на Пендоре храбро и непреклонно. Когда Гед начал охоту, Тень стала ещё больше похожа на человека и на него самого. Гед окончательно становится человеком, когда начинает испытывать чувства к Ярроу.

### Психология и социология власти

Елена Троянская. Эвелин де Морган, 1898

Критики отмечали тему баланса между властью и ответственностью, использования власти и злоупотребления ею. Пример неограниченной физической власти, которая становится самоцелью, — вторжение каргов в начале романа, искушение магической властью воплощают дракон и Камень Терренона. По оценке литературоведа Мейсона Харриса, философская подоплёка борьбы Геда, желающего обладать богоподобной силой и бросающего вызов смертности, затрагивает близкие к «Властелину колец» Толкина и «1984» Джорджа Оруэлла темы: разрушительные последствия абсолютной власти, личность перед лицом сил зла, которые отказывают ей в праве на существование. У Ле Гуин эта проблематика рассматривается в психологическом контексте взросления подростка. И Ле Гуин, и Оруэлл — «светские гуманисты», чувствующие необходимость «пустых» небес и опасность заполнения пустоты ложными претензиями. Эпос Толкина сближается с такой позицией. Смысл жизни можно найти только в этом мире, в процессе жизни, который частично воплощает дом Ветча. Последнее обстоятельство, по мнению Харриса, не позволяет говорить о ностальгии у Ле Гуин, хотя её «самоуверенный гуманизм», как следует из финала романа, предполагает «иммунитет как против тёмных политических сил», так и против аналогичных сил внутри самости. Гед, рискующий превратиться в оборотня, подобного призракам у Толкина и Уинстону Смиту в «1984», в психологическом плане отличается от Фродо, который не может преуспеть самостоятельно, и от Уинстона, терпящего неудачу. Как отмечал Харрис, в отличие от публичной роли кольца у Толкина, природа Тени психологическая, она отражает внутренние конфликты Геда, даже имея внешнюю форму (которую ей неосознанно придаёт Гед). Тень не связана с «грехом», тогда как Саурон совершает неискупимый грех, поскольку расчётливо стремится к господству над Средиземьем.
Как отмечал Харрис, в центре романа — взросление через обучение, отказ от инфантильных фантазий о магическом всемогуществе, связанном, по Фрейду, с «всемогуществом мысли» и детским нарциссизмом. Если Огион отказывается от демонстрации магии и пытается привить ученику восприятие природы, то Гед понимает магию только в терминах личной власти: он думает, что, став волшебником, преодолеет свои страхи и изменит мир. Эти фантазии вместе с соперничеством с Джаспером (дополненным сексуальным измерением) приводят к попытке бросить вызов смерти и появлению Тени. Как отмечал Харрис, развитие отношений Геда с людьми и с Тенью включает «пересмотр и в конечном счёте нормализацию психологии подчинения и господства». В Школе Волшебников Гед соглашается на равноправные отношения только с Ветчем, который не обладает особыми талантами, но предлагает дружбу; в доме Ветча Гед, готовясь к встрече с Тенью, учится общению на равных с тремя молодыми людьми, особенно с Ярроу, отношения с которой отличаются от предыдущих сексуальных фантазий о власти. По выводу Харриса, в итоге происходит «принятие инаковости в себе с принятием субъективной реальности другого на основе равенства».
Согласно Мёрфи и Бернардо, роман затрагивает тему отношений между социальными классами. Простые люди (Печварри) прочно стоят на земле и знают, как надо жить, способны к принятию других; в то же время тётка Геда не заслуживает восхищения. По мнению Мёрфи и Бернардо, из текста нельзя сделать вывод, что представители низших классов более добродетельны, чем волшебники, однако, вероятно, власть формирует у некоторых из них (как у Джаспера) «ложное чувство превосходства». Вместе с тем волшебники не являются снобами из высшего класса — великие волшебники, как Огион, обладают властью и одновременно являются людьми широких взглядов. Согласно фукианской трактовке Мёрфи и Бернардо, Гед, который хочет выделиться из общей массы и управлять своей жизнью, прав в том смысле, что у него есть сила и талант. Однако его понимание власти как личной, связанной с Эго, ложное — герой с самого начала не способен увидеть её сетевую природу (в терминах Фуко), как и то, что он сам — лишь её элемент. Геду кажется, что он борется за свою независимость и против ограничений, но в реальности в основном сражается с самим собой. Как отмечали Бернардо и Мёрфи, герой не связывает свои действия с происходящим в мире событиями и не осознаёт опасность власти — всегда власти над чем-то или над кем-то; властные отношения повсеместны, власть — это неотъемлемая часть общества.

### Психоаналитическая трактовка: идентичность художника
Литературовед Бернард Селинджер рассмотрел роман с точки зрения психоанализа. По его мнению, в центре романа — идентичность творческой личности, эта тема раскрывается уже в первой главе, начиная с описания Гонта: герой отличается от окружающих так же, как гора Гонт возвышается над окрестными морями. Чувство идентичности и самооценка формируются у Геда благодаря тётке, которая замечает его творческий потенциал и вводит в мир искусства и магии. Ле Гуин следует романтической традиции (особенно поэзии) с её поиском в природе собственного отражения, утраченного целого, недифференцированного единства. Для Геда, чьё прозвище указывает на связь с природой, нечеловеческий мир часто важнее отношений между людьми: герой говорит с животными, превращается в них, его ближайший спутник — отак, его путешествия и приключения почти всегда связаны с природой; Гед — одинокий художник, который отрезан от людей и в основном бороздит моря. Селинджер указывал на довербальную стадию зеркала Жака Лакана (Воображаемое), которая примерно соответствует шизофрении и раннему периоду развития, когда ребёнок не отделяет себя от окружающего мира (в основном идентифицируемого с матерью).

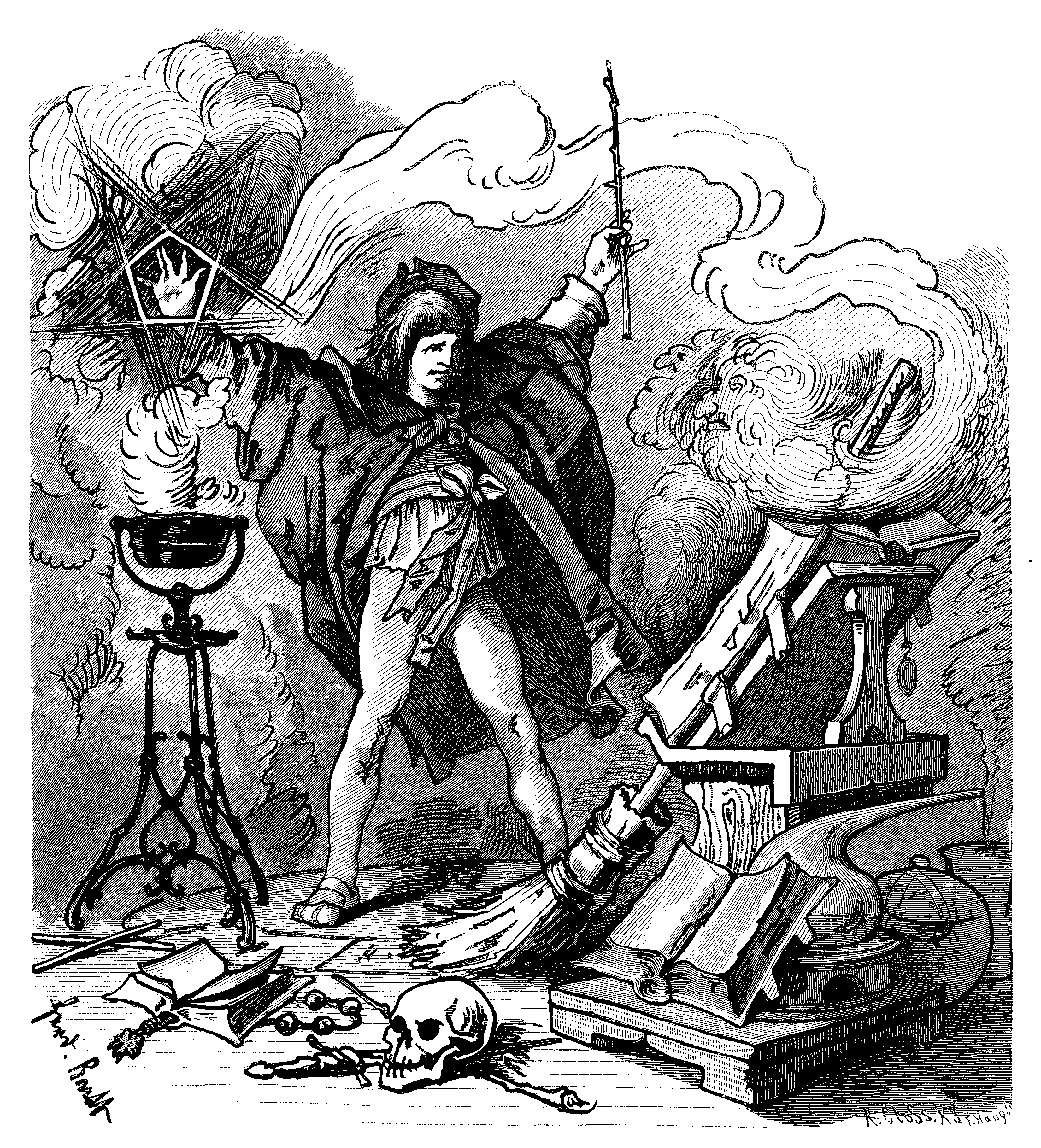
Иллюстрация к балладе Гёте «Ученик чародея». Рисунок 1882 года

По мнению Селинджера, роман описывает стремление к нечеловеческому, которое угрожает человеческой уникальности и идентичности: «Гед-Ле Гуин, художник-волшебник, заигрывает с угрозой психоза — полной утратой идентичности в сверхсимбиозе»; писательница выказывает предпочтение «первоначальному единству с матерью-природой». Огион, волшебник и художник, тоже воплощает нечеловеческий мир — он живёт в «гнезде ястреба», мало говорит, склонен к аутизму и изоляции; от природы его дифференцирует Истинная Речь, спасающая от «психоза». Знание имён позволяет сохранять самость, отличая вещь от себя и устанавливая с ней связь. Поэтому волшебники, художники-творцы, поддерживают подобие разделения между человеческим и нечеловеческим (Символическим и Воображаемым), хотя Гед ближе к нечеловеческому миру. Как отмечал Селинджер, осторожность по отношению к магическим превращениям и забота о сохранении собственного «Я» указывают на детский аутизм. Развитие Геда и освоение им магических навыков соотносится с его потребностью отличать иллюзию от реальности; многие действия героя, как в случае с драконом, связаны с иллюзиями и фокусами. По мнению Селинджера, то, что Гед справляется с Тенью, не применяя свои навыки, указывает на авторские сомнения в способности художника менять мир: искусство создаёт красивые иллюзии, но чаще всего вещи обманчивые и временные.
Тень в качестве важнейшего означающего соединяет разные элементы романа и символизирует утрату границы между самостью и нечеловеческим миром; Тень связана и с отцом Геда, и с его альтер эго Джаспером, который в свою очередь отождествляется с девочкой с Гонта (оба выполняют роль суперэго). Эльфарран, которую Гед во время заклинания пытается обнять, показана так, что, возможно, она и есть Тень; позднее Гед мысленно ассоциирует Серрет с королевой острова О, которая тоже связана с Эльфарран. По мнению Селинджера, связь Геда с Тенью показывает две разновидности детской шизофрении, аутистскую и симбиотическую, поскольку Гед и бежит от Тени, боясь поглощения, и охотится на неё, чтобы соединиться с «фигурой всемогущей матери». Архаичное суперэго или образ матери интроецируются как «плохая» мать, желающая проглотить Геда. В последнем видении Тень воплощает преследователей Геда — всех тех, кто ставил под сомнение его всесилие и подрывал его самооценку. Волшебный посох, символ фаллоса, атрибут могущественного отца, помогает Геду избежать съедения, утопления и поглощения, хотя Тень как минимум не слабее фаллоса; посох Неммерля, будучи символом власти и независимости, спасает Геда от шизофрении и безумия. По словам Селинджера, постепенно Гед осознаёт угрозу своей идентичности и зачастую стремится к человеческому общению, которое в конце концов находит в обществе Ветча и Ярроу. Сестра Ветча представляет «хорошую» материнскую фигуру в противоположность связанным с Тенью образам дракона, Серрет, Эльфарран и Скиорха; их «злой взгляд» воплощает желание съесть ребёнка, тогда как Ярроу, напротив, отводит глаза. По выводу Селинджера, соединение с Тенью сохраняет равновесие; нет ни утраты идентичности, ни погружения в безумие: возрождение довербального в Символическом лишь «обеспечивает его… открытость и обновление», признание того, что в самости всегда присутствует инаковость — что и создаёт идентичность художника.

### Расовая идентичность. Внешность Геда
Мир романа населяет множество небелых героев, включая протагониста, что было необычно для времени написания, когда в англоязычном фэнтези преобладал типаж белого героя. Внимание Ле Гуин к расовым вопросам и белизне представляло собой попытку перевернуть традиционные фэнтезийные ассоциации белого цвета с добром, а тёмных образов — со злом. Казнец в 1985 году отмечала значимость авторского высказывания в американском политическом контексте, полагая, что небелый цвет кожи главных положительных героев романа часто не замечается. По оценке Миллера, децентрация белизны, достигаемая языковыми средствами, составляет суть построения вторичного мира Ле Гуин: центр Архипелага полиэтничен; Большой Порт Хавнора, в отличие от белокаменного Минас Тирита в мире Толкина, населён небелыми, а белые занимают окраины Земноморья (Осскил и Земли Каргад). «Юная и прекрасная» жена короля с острова О описана как «медно-смуглая» с чёрными волосами; темнокожими являются Ветч и Геншер. Белый цвет в романе до некоторой степени сохраняет положительные коннотации, например, когда противопоставляется тьме (белый свет от посоха волшебника или белые башни Хавнора); Ле Гуин упоминает «чёрную магию» в контексте того, что тётка Геда не была «чёрной колдуньей».
Как отмечает Миллер, на протяжении романа белый цвет связывается с отклонением и болезнью: в описаниях умирающего Неммерля, белокожего лорда Бендереска c «белоснежными сединами», белых шрамов Геда. Тень Геда принимает обличье белокожего Скиорха, чьё лицо «ужасно — бледное, жестокое, грубое»; во время плавания ко двору Терренона команда корабля состоит из белокожих осскильцев, которые называют Геда «краснолицым». Гед чувствует себя среди них дискомфортно, как и при знакомстве с Серрет — девочкой «с очень светлой, почти белой кожей», «длинными и прямыми» волосами, которые «падали чёрным водопадом ей на спину». Её внешность отвращает Геда (вероятно, из-за ассоциаций с воинами Каргада); он считает девушку «страшно некрасивой». Как полагает Миллер, сравнение волос с водопадом отсылает к описаниям прекрасных женщин в рыцарских романах, но сразу опровергается реакцией Геда — ему белый цвет кожи кажется незнакомым. В замке Терренон Гед всё-таки признаёт красоту Серрет, отдавая мысленное предпочтение её «холодному… свету месяца» перед красным или жёлтым «ярким пламенем свечи» королевы острова О. Серрет, чьё имя означает «серебро», показана в «белом платье с серебром», её волосы были «прижаты серебряной сеткой». По мнению Миллера, герой подпадает под чары её опасной «белой магии», которая создаёт видимость невинности и хрупкости, а также под чары самого Терренона — заколдованного замка из рыцарского романа. В результате Гед воспринимает Серрет как жертву и пленницу Бендереска, думает о ней как о белой птице или белом олене в клетке — цвет этих образов указывает на чистоту и невинность. Согласно Миллеру, Ле Гуин выстраивает белизну как «колдовскую и могущественную» символическую конструкцию: когда герой освобождается от чар, белый цвет теряет свои особенные свойства, и Гед начинает видеть в окружающей белизне угрозу. Замок Терренон теперь выглядит как острый белый зуб — таким Гед впервые его увидел.

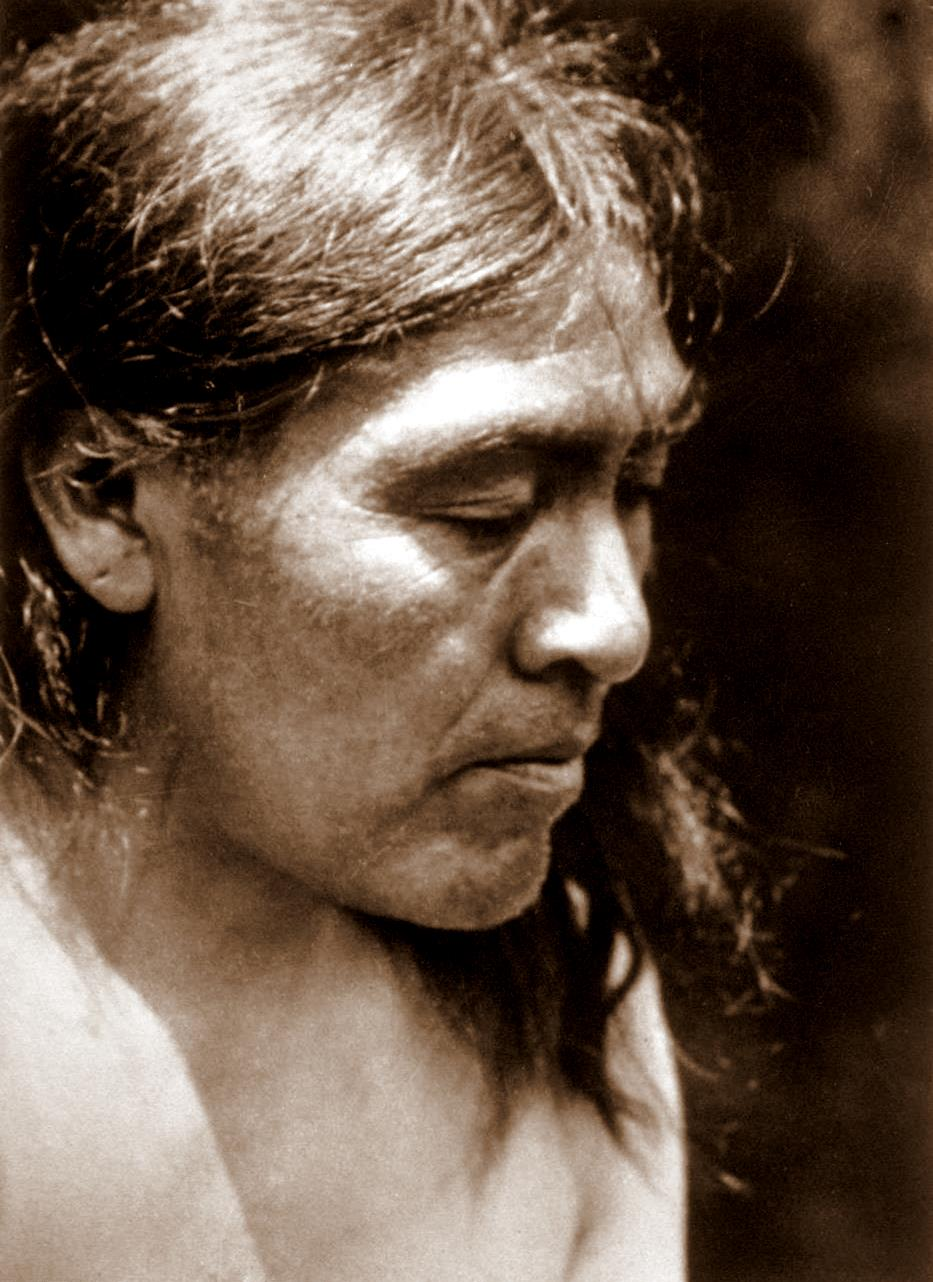
Иши. До 1916 года

Расовая идентичность Геда раскрывается через намёки и случайные описания; по оценке Миллера, Ле Гуин конструирует её постепенно и тщательно, децентрируя белизну как норму: сначала белокожие и светловолосые захватчики с Каргада представлены свирепыми варварами, что явно переворачивает схему «красного индейца» как дикаря; затем из описания внешности Огиона («смуглая, с медным отливом кожа») ясно, что большую часть населения Гонта составляют небелые. В третьей главе внешность Геда окончательно проясняется через описание Ветча, «темнокожего, почти чёрно-коричневого, а не медно-смуглого, как Гед и Джаспер» и большая часть обитателей Архипелага. Ле Гуин вспоминала, что текстуальные решения были связаны с преимущественно белой читательской аудиторией: требовалось в первую очередь добиться эмпатии читателя и лишь затем раскрыть цвет кожи главного героя.
Как отмечает Тимоти Миллер, в первом издании портрет Геда на обложке в исполнении Рут Роббинс очень похож на Иши и выполнен в тех же цветах; Гед выглядит как представитель коренного народа Калифорнии. Хотя некоторые обложки впоследствии изображали Геда смуглым, большинство ранних обложек, иллюстраций, а также экранизации не смогли показать расовое разнообразие Земноморья, а осуществляли «отбеливание», зачастую представляя Геда белым и извращая замысел писательницы. Ле Гуин жаловалась на «нескончаемые проблемы с обложками». Герой изображён белым в двух изданиях начала 1970-х годов: Gollancz и Puffin (мягкая обложка); на обложке первого издания бледная кожа выделяется на фоне темноты, которую Гед прогоняет волшебным огнём; в издании Puffin его кожа практически прозрачная, что сильно контрастирует с ярким цветом одежды и с пурпурной Тенью. Обложка издания Puffin 1975 года не показывает цвет кожи Геда: верхняя часть тела героя изображена в виде хищной птицы, а ноги обтянуты колготками. Миллер отметил обложку голландского издания 1974 года, где белокожий Гед с усами и бородкой напоминает конкистадора. Издания Bantam тоже изображали Геда белым.

### Мужской мир и гендерное неравенство
Роман далёк от феминизма XXI века и повторяет традиционные нарративные модели с гендерным неравенством , хотя писательница, возможно, осознавала их ограниченность. В 2012 году Ле Гуин признавалась, что роман полностью соответствовал историям «о мужчинах, их деяниях и о том, что важно для них»; женщинам отводилась второстепенная роль «соблазнительниц или одномерных объектов для мужского взгляда». Женщины в романе упоминаются неоднократно, но редко называются по имени и не имеют большого значения. Как отмечает Миллер, мужчины и женщины редко взаимодействуют: первые становятся волшебниками и героями, а вторые — просто женщины. Гед учится в мужском заведении, в романе имплицитно присутствует идея квазимонашеского целибата волшебников, которые формируют патриархальное сообщество. Гед, завидуя Джасперу, хочет привлечь внимание Леди О  и называет её «всего лишь женщиной», а перед вызовом духа Эльфарран предлагает сопернику не бояться женщины. По мнению Миллера, превосходство над женщинами, которое чувствует Гед, по-видимому, свойственно волшебникам. Литературовед Перри Нодельман указывал на мачизм Геда в этом эпизоде: «гомосоциальное желание» выражается в демонстрации власти над женщиной и связано с установлением иерархических отношений между мужчинами, рассмотрением женщин в качестве средства и товара.
Исследователи отмечали сомнительное и двусмысленное утверждение нарратора о тётке в начале романа: упоминание двух гонтийских поговорок, «слабый, как женские чары» и «опасный, как женские чары». Тётка, хотя и наставница Геда, показана как невежественная и трусливая эгоистка, не понимающая Равновесие. Её колдовство по большей части «ерунда и притворство» и используется для «подозрительных дел и обмана»; тётка стремится к господству и эксплуатации, а во время вторжения каргов прячется в пещере; мужская речь Дьюни оказывается сильнее её заклинания. Виновной женщиной-искусительницей, злой ведьмой является Серрет; по словам Миллера, искушение в замке Терренон, включающее её ослепительную красоту, сравнимо с искушением Кольцом Всевластья у Толкина. По оценке Нодельмана, когда Гед отвергает предложение Серрет о власти и могуществе, его сила остаётся маскулинной: с одной стороны, Гед не испытывает влечения к Серрет, а с другой стороны, не хочет быть рабом Камня как женской силы.
По мнению Миллера, моральное воспитание Геда почти до самого конца исключает взаимодействие с обычными женщинами; особое место занимает Ярроу — в ней Геда привлекает невинность, «мудрость и… детская нежность», а также качества домохозяйки, помощницы, сестры — в Открытом море он вспоминает, как Ярроу готовит. Миллер отмечал долговременный интерес Ле Гуин к ценности домашнего хозяйства, которое, однако, в романе остаётся женским занятием. Вместе с тем Ветч и его семья воплощают идеал домашнего уюта и, вероятно, указывают на будущую феминистскую эволюцию Ле Гуин, на пересмотр подхода к гендеру (Ветч не соглашается со словами Геда о «всего лишь женщине»). По оценке Миллера, с точки зрения поздних книг о Земноморье, в которых отношение Геда к женщинам меняется, антифеминизм героя в романе представляется одним из его многих пороков, наряду с гордыней и страхом, и отражает «внутреннюю мизогинию» ранней Ле Гуин.

## Ранняя рецепция
Роман первоначально был воспринят как произведение для детей и положительно встречен американскими и британскими критиками; его успех у читателей вместе с другим романом писательницы, «Левая рука Тьмы», способствовал росту её репутации и появлению рецензий не только в научно-фантастических, но и в национальных журналах. Высоко роман оценили рецензенты влиятельных журналов детской литературы The Horn Book и Library Journal, а Американская библиотечная ассоциация поместила книгу в несколько списков «лучших книг». В 1969 году роман был награждён премией в области детской литературы Boston Globe — Hornbook Award for Excellence (в категории «fiction»), второй по значимости после Медали Джона Ньюбери.

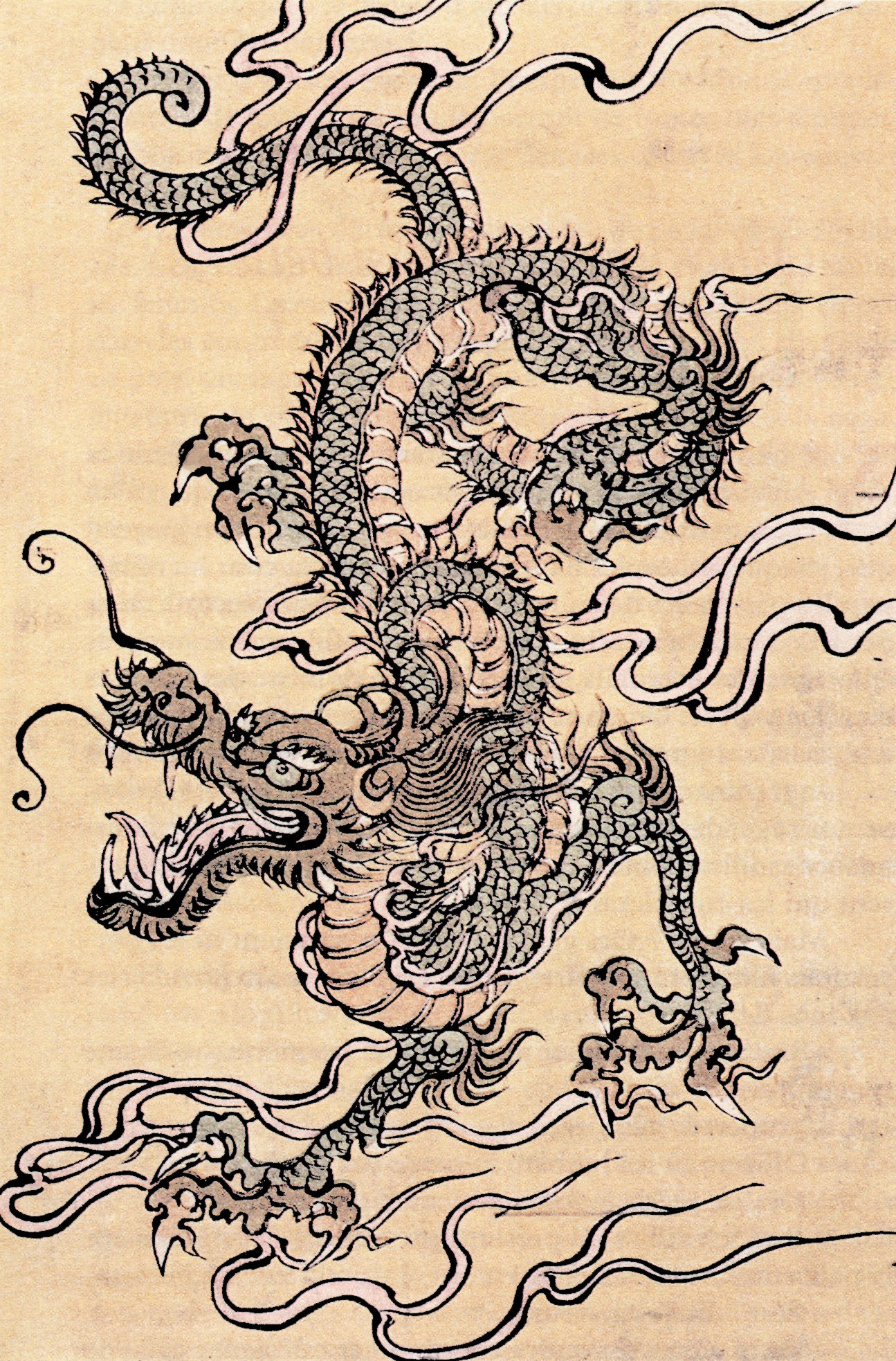
Японский дракон, цветная гравюра на дереве, китайская школа, XIX век

Наиболее ранним откликом на роман (и первой критикой Ле Гуин вне фэнзинов) стало выступление в 1969 году Элеанор Кэмерон на круглом столе детских библиотекарей Новой Англии. По оценке Кэмерон, книга отражает философские взгляды автора (что встречается редко) и поэтому является образцовым «высоким фэнтези». По её мнению, тема книги — злоупотребление властью, в основе романа — «необходимость вернуться к себе, увидеть себя, свои поступки и их причины ясно и отчётливо». Критик отметила вопрос о человеческой ответственности; автор «выводит нас за пределы магии к пониманию истин, которые проливают свет на трудности реального мира». Кэмерон похвалила использование антропологического подхода для эстетических, а не научных целей, что привносит в роман культурное разнообразие, точность, ощущение человеческой общности. Кэмерон рассмотрела мотивы «имён и теней» с точки зрения Фрэзера и Юнга; критик первым трактовала Тень в юнгианском смысле. Литературный критик Элва Хармон (Library Journal) похвалила стиль «аллегорической истории о природе и истоках зла». Литературный критик и литературовед Рут Вигерс (The Horn Book) высоко оценила стиль и оригинальность романа, который в то же время тесно связан с различными традициями большой литературы. Рагнхильд Уильямс (Catholic Voice) отметила правдоподобность истории, в которой смешиваются фэнтези и реализм, и посчитала книгу лучшим научно-фантастическим произведением года. Синди Вудраф (Luna Monthly) похвалила темп повествования, а также цельность и непротиворечивость созданного мира. Писатель-фантаст Тед Уайт (фэнзин Amazing Science Fiction) высказал мнение, что ярлык «книга для юношества» (характеристика, данная издательством и частью рецензентов) вводит читателей в заблуждение. Уайт отметил писательское мастерство Ле Гуин, её внимание к деталям при построении мира и поэтический стиль. Критик высоко оценил реалистический подход к теме обучения и сравнил роман с «Властелином колец». 
По итогам британской публикации в 1971 году Наоми Льюис (The Times Literary Supplement; также стала автором рецензии для The Observer) характеризовала роман как «новую историю-квест, оригинальную аллегорию», в которой нет «теологических каламбуров» Клайва Льюиса; вскоре книга стала обсуждаться на занятиях в британских школах. В 1975 году Льюис отметила, что «Волшебник» не самое лёгкое чтение, но одна из наиболее важных книг в современном фэнтези. Кэмерон и Льюис отметили цельность созданного мира волшебников и магии. Литературный критик Марджори Фишер (Growing Point) положительно оценила путешествие как основу книги. Суть путешествия — поиски и открытия, хотя его можно трактовать по-разному: «как поиски своего места в мире, как преследование героя злодеем, как бегство от самого себя, как процесс взросления мальчика». Фишер отметила продуманность места действия; народные легенды оживают в рассказе о будущем Верховном Маге Земноморья, и их атмосфера отражена в стиле, «иногда разговорном и простом, иногда — протяжном и поэтическом» (но всегда уместном и эстетически обоснованном). Венди Яго, британская писательница и редактор книг для детей (Children’s Literature in Education, 1972), писала, что роман доказывает моральную значимость подросткового фэнтези, отметив темы «дружбы, соперничества и самонадеянности», а также «скромности, ответственности и преданности». Яго находила в книге «ритмическую поэзию, выразительные странные имена, вневременные афоризмы». Канадский критик и литературовед Дуглас Барбур в статье 1974 года (фэнзин Riverside Quarterly) рассмотрел четыре аспекта романа: квест, даосизм, создание целостной культуры и образы света и тьмы, указывающие на тему цельности и равновесия. Барбур первым затронул тему даосизма в романе. Первой академической работой, где обсуждался роман, стала статья (1974) Роберта Скоулза, который сравнил «Волшебника» с «Хрониками Нарнии» и отдал предпочтение книге Ле Гуин.

## Адаптации и публикации
К 1981 году относится сценарий, написанный Ле Гуин совместно с Майклом Пауэллом и включавший «Гробницы Атуана». Существуют две постановки по мотивам романа. В 2004 году каналом Sci-Fi Channel на волне успеха «Властелина колец» Питера Джексона был снят телефильм «Земноморье» (первоначальное название — «Легенда Земноморья»), соединивший сюжеты «Волшебника Земноморья» и «Гробниц Атуана». По мнению Ле Гуин, сценарист «просто убил книги, порезал их» и сделал что-то совершенно иное, мешанину из кусков с «дурацким сюжетом на основе секса и насилия». Книга претерпела «отбеливание»: почти все небелые роли, включая заглавную, исполнили белые актёры; из основных персонажей небелым остался один Огион (Дэнни Гловер), выполнявший функцию «магического негра». В этом контексте Ле Гуин негативно оценила плохой кастинг. В 2006 году Studio Ghibli был снят полнометражный анимационный фильм режиссёра Горо Миядзаки «Сказания Земноморья», смешавший разные элементы из романов о Земноморье с другими фантастическими темами. В японском оригинале название означает «Военные хроники Геда» или «Хроники войны Геда» (название трилогии в японских переводах 1970-х годов). Ле Гуин отнеслась к экранизации более благожелательно, хотя, по её мнению, акцент на насилии противоречил духу книг. По мнению литературоведа Джона Плотца, несмотря на ряд недостатков в нарративной структуре, создателям фильма удалось перенести прозу и миропостроение Ле Гуин на экран.
Роман неоднократно переиздавался на английском языке в Великобритании и США, переводился в том числе на голландский (1974, 2015), японский (1976), французский (1977, 1994), немецкий (1979, 2018), португальский (1980, 2001, 2016, 2022), болгарский (1984), испанский (1988), сербский (1988), итальянский (1989, 2024), русский (1991), украинский (2005), китайский (2013), эстонский (2015), турецкий (2018) языки. По данным сайта «Лаборатория Фантастики», насчитывается 25 книжных изданий романа на русском языке; существует шесть переводов, из которых чаще всего публиковалась версия И. Тогоевой (20 изданий). По мнению лингвиста Е. Мешалкиной, Тогоева сумела уловить авторский замысел и передать стиль и дух оригинала; переводчице удалось достичь лёгкой архаизации текста, показать дистанцию времени, избежать канцеляризмов и стилистического диссонанса.

## Общие оценки. Значение
Роман стал классикой жанра фэнтези и подростковой литературы, его публикация ознаменовала поворотный момент в творчестве писательницы и становлении фэнтезийного жанра; ранний успех книги определил ведущее положение Ле Гуин между несколькими жанрами. Как отмечает Миллер, роман относится к «новому канону»: книга предвосхитила облик современной подростковой литературы и внесла вклад в его формирование. Роман укоренён в европейской литературной традиции и содержит множество отсылок к литературным источникам до Нового времени; находится в диалоге с Толкином и его предшественниками, намечая феминистскую эволюцию Ле Гуин. Несмотря на ограниченный — феодальный и маскулинный — подход к жанру, на традиционные тропы и мотивы, близкие к Оксфордской школе фэнтези, новаторскими стали образ главного героя, созданный вторичный мир, обращение к расовым вопросам. Книга затрагивает все значимые для Ле Гуин темы: власть и её использование, язык как посредник между самостью и другими, жизнь и смерть. Новыми для своего времени были «портрет волшебника в юности» и «школа волшебников», которая к началу XXI века устоялась в качестве жанровой категории; роман является предшественником серии о Гарри Поттере. По оценке Миллера, «Волшебник Земноморья» остаётся связующим звеном при рассмотрении вопросов в исследованиях фэнтези, в том числе связанных с подростковой литературой, гендером, расой и теорией жанра. Роман повлиял на различных авторов фэнтези, от Стивена Дональдсона до Ннеди Окорафор и Нила Геймана, и на писателей за рамками жанра, таких как Маргарет Этвуд и Дэвид Митчелл, которые дают произведению крайне высокие оценки.
Как отмечает Хогсетт, писательница, как и другие авторы постсекулярного фэнтези XX века (отвечавшие на ужасы двух мировых войн), отвергла связанную с секуляризацией философию материализма, однако, в отличие Толкина, Льюиса, Ч. Уильямса, Л’Энгл, М. Энде и других, отказалась от теологических и этических принципов христианства. Ле Гуин обратилась к дуализму добра и зла в восточном мистицизме и выстроила мифопоэтический мир на основе философии даосизма. По мнению Шиппи, роман является современной притчей; его философская подоплёка идёт вразрез с семантической, научной или религиозной догматикой XX века; в романе содержится её радикальная критика и альтернатива. По оценке Шиппи, Земноморье в конечном счёте производит впечатление

мира, окружённого океаном в пространстве и пустынным царством смерти во времени, однако яркого, тёплого, лишённого страха, в равной степени удалённого как от современной незащищённости перед эксплуатацией, так и от бессмысленной кровожадности в мире фрэзеровской архаики. Он предлагает цель, а не бегство.
Роман оценивался как лучшая в художественном плане книга трилогии и лучшая в творчестве писательницы с точки зрения её самой. Дэвид Митчелл считает «грандиозным творением» главного героя — Гед, в отличие от волшебников Толкина или Уайта, развивается и взрослеет. Сюжет определяется достоинствами и недостатками героя, что делает роман «внутренне правильным»; читатель-подросток узнаёт в Геде себя. Митчелл характеризует Земноморье как один из лучших миров фэнтези и отдаёт ему предпочтение перед Средиземьем, которое уже превратилось в клише. По оценке Митчелла, Земноморье — не утопия, но содержит утопические элементы; это секулярный мир с культурным релятивизмом, более мирное место, чем Земля. В Земноморье нет каст, расизма, колониализма и национализма, хотя встречается рабство. Митчелл отмечает взвешенность и выдержанность стиля, насыщенность и умеренность в описаниях, юмор и теплоту в диалогах, редкие, но яркие метафоры и сравнения; персонажи второго плана обладают психологической глубиной, выглядят настоящими, живут своей жизнью. Маргарет Этвуд оценивает книгу как «неиссякаемый источник» для фэнтезийной литературы, фэнтези для взрослых, как размышление о жизни и смерти, о том, что есть человек, о его тёмной стороне, о власти. По мнению Этвуд, писательница создала новый и весьма привлекательный образ дракона, говорящего и мудрого. Этвуд характеризует роман как «текучий и захватывающий», с «точным и часто потрясающим языком».
В 2012 году роман занял 4-е место в опросе журнала «Локус» на звание лучшего фэнтезийного романа XX века. В 2019 году трилогия о Земноморье вошла в список ста самых влиятельных англоязычных романов по версии BBC. В 2020 году роман был включён в список ста лучших фэнтезийных книг всех времён по версии журнала Time.

## Комментарии
1. ↑  Имена, названия и цитаты приводятся по русскому изданию 1992 года (перевод И. Тогоевой).
2. ↑  В романе фигурируют эпические сказания и древние книги «Подвиг Геда», «Подвиг Энлада», «О естестве драконов», «Подвиг Эррет-Акбе» и другие[90].
3. ↑  Толкин предвосхитил экологическое движение, явно повлиявшее на Ле Гуин[97].
4. ↑  Дэвид Митчелл полагает, что «психодраконы» Земноморья напоминают не Смауга, а «опасных китайских мудрецов»[99].
5. ↑  Жизнь и смерть, свет и тьма, сознание и подсознание, самость и тень; Тень обозначает смерть[114].
6. ↑  Как и то, почему безличный, немыслящий и аморальный абсолют смог породить упорядоченную вселенную; у-вэй исключает любовь, которую Ле Гуин рассматривает как добродетель[106].
7. ↑  По версии литературоведов Джона Кроу и Ричарда Эрлиха, в романе показан первый этап процесса индивидуации, в котором Гед является «ребёнком», а Огион — «мудрым стариком»; но квест не завершён, и вторая стадия во второй книге составляет поиски Анимы, женской части самости; на завершающей третьей стадии Гед сам становится мудрым стариком (третий роман)[128][129].
8. ↑  Три этапа, по мнению В. Уайт, соответствуют трём романам о Земноморье[143]. См.: Virginia L. White. Bright the Hawk’s Flight: The Journey of the Hero in Ursula Le Guin’s Earthsea Trilogy // Forum Literary Journal — Ball State University, 1979 — № 20 — Pp. 34—45; Raymond Thompson. Jungian Patterns in Ursula K. Le Guin’s «The Farthest Shore» // Aspects of Fantasy: Selected Essays from the Second International Conference on the Fantastic in Literature and Film / William Coyne (ed.) — Westport, CT: Greenwood Press, 1986[144][145].
9. ↑  Шиппи отмечал, что с возвращением героя приходит не только «победный свет дня», но и «обжигающий холод зимы и горький вкус морской воды»[40][167].
10. ↑  В английском языке «ged» означает «щука» (pike)[169].
11. ↑  Корень встречается 36 раз в «Волшебнике», начиная с эпиграфа, и 19 раз в «Беофульфе»[216].
12. ↑  Двое врат, из рога и из слоновой кости, впервые упоминаются Пенелопой в «Одиссее». Первые ворота традиционно связывались с ложными снами и ложью, вторые — с истиной, которую можно увидеть[231][227].
13. ↑  «Сокровище аббата Томаса», «Трактат Миддот», «Мистер Хамфриз и его наследство»[92].
14. ↑  Джексон находилась на ортодоксальных марксистских позициях, включающих акценты на социально-экономических условиях и жёсткий историзм[255].
15. ↑  Как отмечал Харрис, в большей степени, чем взгляды автора. В то же время «Равновесие» Земноморья имеет сходство с провиденциализмом в основе Средиземья[97].
16. ↑  Фиксация Джаспера на социальной роли в конечном счёте ставит его ниже Геда[55].
17. ↑  Эта деталь объясняется и развивается в поздних книгах о Земноморье[316].
18. ↑  В последнем рассказе цикла «Свет домашнего очага», в котором Ле Гуин с «нежностью и тоской» обращается к событиям из «Волшебника», Гед размышляет, как много тётка для него сделала, и вспоминает её имя — Раки; женщины оказываются на первом месте для Геда, для Земноморья и для фэнтези[329].
19. ↑  Опубликовано в апрельском номере журнала The Horn Book[англ.] в 1971 году[333][335].
20. ↑  Опубликована в Hollins Critic (1974) и затем в переработанном виде включена в монографию «Structural Fabulation» (1975, «University of Notre Dame Press»)[180].
21. ↑  Тогоева использовала лексические, лексико-словообразовательные, лексико-семантические, лексико-морфологические архаизмы, а также инверсии[356].
22. ↑  Монизма и теизма[106].
23. ↑  Ле Гуин пошла по другому пути, подобно лорду Дансени, который выбрал языческий политеизм в качестве основания для своей вселенной Пеганы[106].
24. ↑  В тройке оказались «Властелин колец», «Игра престолов» и «Хоббит».